# A Rick és Morty epizódjainak listája
A Rick és Morty című amerikai televíziós rajzfilmsorozat epizódjainak listája következik. Az első epizódot először Amerikában, 2013. december 2-án mutatták be az Adult Swim csatornán. Magyarországon 2017. december 1-jén mutatta be a Comedy Central, ekkor csak az első 3 évadot. 2021. június 21-én az HBO GO kínálatába is felkerült, a 4. évad szinkronosan. Később ugyanitt debütált az 5. évad, majd 2022 szeptemberében a 6. évad már az HBO Max-on.

## Évados áttekintés
| Évad | Évad | Epizódok | Eredeti sugárzás    | Eredeti sugárzás    | Eredeti adó         | Magyar sugárzás    | Magyar sugárzás    | Magyar adó |
| Évad | Évad | Epizódok | Évadpremier         | Évadfinálé          | Eredeti adó         | Évadpremier        | Évadfinálé         | Magyar adó |
| ---- | ---- | -------- | ------------------- | ------------------- | ------------------- | ------------------ | ------------------ | ---------- |
|      | 1.   | 11       | 2013. december 2.   | 2014. április 14.   |                     | 2017. december 2.  | 2017. december 18. |            |
|      | 2.   | 10       | 2015. július 26.    | 2015. október 4.    | 2018. január 3.     | 2018. január 16.   |                    |            |
|      | 3.   | 10       | 2017. április 1.    | 2017. október 1.    | 2018. február 5.    | 2018. február 16.  |                    |            |
|      | 4.   | 10       | 2019. november 10   | 2020. május 31.     | 2021. június 21.    | 2021. június 21.   |                    |            |
|      | 5.   | 10       | 2021. június 20.    | 2021. szeptember 5. | 2021. október 6.    | 2021. október 6.   |                    |            |
|      | 6.   | 10       | 2022. szeptember 4. | 2022. december 11.  | 2022. szeptember 5. | 2022. december 12. |                    |            |
|      | 7.   | 10       | 2023. október 15.   | 2023. december 17.  | 2023. október 16.   | 2023. december 18. |                    |            |
|      | 8.   | 10       | 2025. május 25.     | 2025. július 27.    | 2025. május 26.     | 2025. július 28.   |                    |            |

## Epizódok

### 1. évad (2013–2014)
| Sor. | Év. | Cím                                                                 | Rendező          | Író                           | Premier                              | Nézettség   |
| --- | --- | ------------------------------------------------------------------- | ---------------- | ----------------------------- | ------------------------------------ | ----------- |
| 1. | 1.  | Megamag (Pilot)                                                     | Justin Roilland  | Dan Harmon & Justin Roilland  | 2013. december 2. 2017. december 1.  | 1,10 millió |
| Rick, az őrült tudós, az éjszaka közepén részegen felébreszti unokáját, Mortyt, azzal, hogy egy neutrínóbombával elpusztít minden életet a Földön. Morty követelésére leszáll a járművével, és aztán kidől. Másnap reggel Rick elviszi magával Mortyt egy másik dimenzióba, ahol egy bizonyos fának a termését kell begyűjtenie, majd Mortynak a végbelében elrejtenie, hogy átvihessék az intergalaktikus vámon. Eközben Jerry, Morty apja, megpróbálja meggyőzni Beth-t, a feleségét, hogy Ricknek öregek otthonában a helye, hiszen rossz hatással van Mortyra. A magok mellékhatásaként azonban Morty átmenetileg intelligens lesz, ami elég ahhoz, hogy meggyőzze a szüleit, hogy tanult a nagyapjától. |     |                                                                     |                  |                               |                                      |             |
| 2. | 2.  | Rémálom az Eb utcában (Lawnmover Dog)                               | John Rice        | Ryan Ridley                   | 2013. december 9. 2017. december 1.  | 1,51 millió |
| Jerry utálja, hogy a család kutyája annyira ostoba, ezért Rick szerel rá egy intelligencianövelő sisakot. A kísérlet következtében annyira intelligens lesz, hogy végül más kutyák felokosításával át akarja venni az uralmat a bolygó felett. Eközben ő és Morty belépnek Morty tanárának álmába (akárcsak az Eredet című filmben), hogy elérjék, hogy ötöst adjon a matekdolgozatra. Az álomban történt borzalmas dolgok hatására viszont még mélyebbre kell haladniuk mások álmaiban, míg el nem érnek egy rémálomba, ahol egy Freddy Kruegerre hasonlító alak vadászik rájuk. Miután az ő álmába lépve megoldják az álombeli gondjait, az alak szívesen segít nekik kijutni. A stáblista utáni jelenetben Rick és az alak füvet szívnak az utóbbi álmában, ahol minden probléma megoldódott. |     |                                                                     |                  |                               |                                      |             |
| 3. | 3.  | Anatómia Park (Anatomy Park)                                        | John Rice        | Eric Acosta & Wade Randolph   | 2013. december 16. 2017. december 6. | 1,30 millió |
| Karácsonykor Rick hazahoz egy hajléktalant, hogy megmentse az életét. Mint kiderül, a belsejében évekkel ezelőtt létrehozott egy projektet, az Anatómia Parkot, ahol miniatürizálás után különféle betegségeket mutatnak be a látogatóknak. A projektet valaki szabotálta, ezért elszabadultak a fertőzések, Rick így beküldi Mortyt lekicsinyítve, hogy tegyen rendet. Közben megérkeznek Jerry szülei, ő pedig mindenkitől elveszi az elektromos kütyüket. A stáblista utáni jelenetben Rick Summer barátjának testét felhasználva egy új park építését tervezi. |     |                                                                     |                  |                               |                                      |             |
| 4. | 4.  | Szimulációk egy témára (M. Night Shaym-Aliens!)                     | Jeff Myers       | Tom Kauffman                  | 2014. január 13. 2017. december 7.   | 1,32 millió |
| Rick és Jerry egy idegen lények által létrehozott virtuális valóságba kerülnek - azok ugyanis mindenáron szeretnék megtudni Ricktől, hogyan kell koncentrált sötét anyagot létrehozni. A dolgot bonyolítja, hogy a virtuális valóság egy másik virtuális valóságon belül található. Eközben Jerry, akinek fogalma sincs, hogy mi történik körülötte (a látható rendszerhibák ellenére is), megpróbál almát eladni egy általa kreált szlogennel. A stáblista utáni jelenetben Jerryt kirúgják az almás szlogenje miatt a valódi világban, Rick pedig részegen azt képzeli, hogy a valódi Morty is csak egy virtuális lény. |     |                                                                     |                  |                               |                                      |             |
| 5. | 5.  | A csicskahad (Meeseeks and Destroy)                                 | Bryan Newton     | Ryan Ridley                   | 2014. január 20. 2017. december 8.   | 1,61 millió |
| Morty szerint Rick kalandjai túl veszélyesek, ezért ő választ egyet: egy középkori környezetben akarja megmenteni a felhők közt lakozó óriástól a falusiakat. Az óriás meghal egy balesetben, ezért Rick és Morty börtönbe kerülnek, de felmentik őket - úton lefelé az óriás lépcsőn betérnek egy fogadóba is, ahol Rick elég pénzt nyer ahhoz, hogy a falusiknak adják. A fogadóban a falusiak uralkodója meg akarja erőszakolni Mortyt, ezért távozásuk előtt megölik őt. Eközben Summer, Beth, és Jerry egy Rick által készített dobozzal megidéznek különféle feladatokra "Mr. Csicskákat", akik normális esetben csak addig léteznek, amíg elvégzik a feladatukat. Csakhogy Jerrynek nem tud segíteni Mr. Csicska abban, hogy jobban tudjon golfozni, ezért frusztráltságában újabbakat gyárt saját magából, hogy segíteni tudjanak neki. Miután rájönnek, hogy Jerry meg is halhat, nem kötelező megtanulnia a feladatot, ezért elhatározzák, hogy megölik. A stáblista utáni jelenetben egy falusi megtalál pár kompromittáló fényképet a királyukról, amit a társa megsemmisít, hogy az uralkodóra ne így emlékezzenek. |     |                                                                     |                  |                               |                                      |             |
| 6. | 6.  | Szerelem az influenza idején (Rick Potion #9)                       | Stephen Sandoval | Justin Roiland                | 2014. január 27. 2017. december 11.  | 1,75 millió |
| Morty kisírja Ricknél, hogy készítsen neki egy szert, melynek hatására Jessica beleszeret. Az egyetlen gond, hogy Jessica influenzás, így a szer virulenssé válik, s az egész világ szerelmes lesz Mortyba - kivéve a közvetlen vérrokonait. Rick megoldása a problémára csak ront a helyzeten: először imádkozó sáska-szörnyekké változtatja az emberiséget, akik már meg is akarják ölni Ricket, majd alaktalan masszákká ("Cronenbergekké", az ismert testhorror-filmrendező után). Ahelyett, hogy helyrehozná az egészet, ő és Morty inkább átköltöznek egy másik, az előzőre tökéletesen hasonlító dimenzióba, ahol az ottani énjeik éppen meghaltak, és átveszik a helyüket. A stáblista utáni jelenetben látható, hogy Jerry, Beth és Summer remekül megvannak a világukban, miközben Cronenberg Rick és Cronenberg Morty erre a Földre jönnek lakni, miután a saját világukban véletlenül mindenkit "normális" emberré változtattak. |     |                                                                     |                  |                               |                                      |             |
| 7. | 7.  | A nemek hercehurca (Raising Gazorpazorp)                            | Jeff Myers       | Eric Acosta & Wade Randolph   | 2014. március 10. 2017. december 12. | 1,76 millió |
| Morty az egyik kalandozásuk során kap egy szexrobotot, amit furcsa módon sikerül teherbe ejtenie. Rick kideríti, hogy ez egy különleges szerkezet, amit mesterséges megtermékenyítésre használnak a Gazorpazorp bolygón. Ő és Summer a bolygóra utaznak, amit igazából a nők uralnak - eközben Morty szembenéz az apaság minden nehézségével, ahogy a gyerek egyre gyorsabb ütemben felnő. A stáblista utáni jelenetben látható Morty Jr., mint egy könyv híres szerzője, aki az apjával való botrányos viszonyáról írt. |     |                                                                     |                  |                               |                                      |             |
| 8. | 8.  | TV dráma (Rixty Minutes)                                            | Bryan Newton     | Tom Kauffman & Justin Roiland | 2014. március 17. 2017. december 13. | 1,48 millió |
| Rick átalakítja a tévé dekóderét, aminek köszönhetően az összes párhuzamos univerzum minden tévéadásához hozzá tudnak férni. Miközben Rick és Morty a tévében nézik a legképtelenebb műsorokat, Jerry és Beth egy másik kütyü segítségével olyan életet láthatnak, amit mindig is szeretnének. Csakhogy ebben az életben nincs benne Summer - mint kiderül, a lányt el akarták vetetni... A stáblista utáni jelenetben a család egy olyan világba megy vakációra, ahol hörcsögök élnek az emberek végbelében. |     |                                                                     |                  |                               |                                      |             |
| 9. | 9.  | Ördögi tudomány (Something Ricked This Way Comes)                   | John Rice        | Mike McMahan                  | 2014. március 24. 2017. december 14. | 1,54 millió |
| Summer egy üzletben kezd el dolgozni, aminek valójában az Ördög a tulajdonosa. Rick leleplezi, hogy az itt kapható dolgok valójában csak átkot hoznak az emberekre, de Summer akkor is marad. Rick tönkreteszi az üzletet a tudomány használatával, a saját rontásbontó üzletében. Az Ördög és Summer egy internetes bizniszbe kezdenek, de az Ördög elárulja őt és megtartja a hatalmas bevételt. Válaszul Rick és Summer jól ellátják a baját. Eközben Jerry segít Mortynak az iskolai házi feladatban, mely során folyamatosan azt hangoztatja, hogy a Plútó egy bolygó - bár 2006-ban megvonták tőle ezt a státuszt. A plútóiak elrabolják őket, és Jerry ezzel az állításával hamarosan igen népszerű lesz köztük. Kiderül, hogy a Plútó folyamatosan zsugorodik a belsejének a kibányászása miatt, és amikor Jerry erre felhívja a figyelmet, megutálják őt. A stáblista utáni jelenetben a kigyúrt Rick és Summer jókedvűen összevernek egy neonácit, a Westboro Baptista Egyház egy tagját, és egy kutyabántalmazót. |     |                                                                     |                  |                               |                                      |             |
| 10. | 10. | Rickedik típusú találkozások (Close Rick-counters of the Rick Kind) | Stephen Sandoval | Ryan Ridley                   | 2014. április 7. 2017. december 15.  | 1,75 millió |
| Ricket ártatlanul megvádolja a Transzdimenzionális Rickek Tanácsa, hamis bizonyíték alapján, hogy megölte huszonhét másik dimenzió Rickjeit és elrabolta az összes hozzájuk tartozó Mortyt. Miközben az eredeti Rick és Morty menekül, és próbálja megtalálni az igazi tettest, Jerry összebarátkozik az egyik Rickkel, akit senki nem szeret. A stáblista utáni jelenetben Jerry integet Gügye Ricknek, a barátjának, amin az igazi Rick élcelődni kezd. |     |                                                                     |                  |                               |                                      |             |
| 11. | 11. | Tilos buli (Ricksy Business)                                        | Stephen Sandoval | Ryan Ridley & Tom Kauffman    | 2014. április 14. 2017. december 18. | 2,13 millió |
| Jerry és Beth elmennek egy Titanic-szimulációs kiállításra, azonban a hajó nem süllyed el. Miközben Beth-t látványosan nem érdekli az egész, Jerryre teljesen ráakaszkodik az egyik takarítónő. Eközben Rick, akinek vigyáznia kellene a gyerekekre és a házra, egy hatalmas interdimenzionális partit rendez. A vendégek nem elég, hogy disznóólat csinálnak, de a ház véletlenül átkerül egy másik dimenzióba, és Rick teljesen elengedi magát. A stáblista utáni jelenetben furcsa idegen lények láthatóak, akik úgy buliznak, hogy elnyelik majd kiköpik az "áldozataikat". |     |                                                                     |                  |                               |                                      |             |

### 2. évad (2015)
| Sor. | Év. | Cím                                                                                   | Rendező         | Író                                        | Premier                               | Nézettség   |
| --- | --- | ------------------------------------------------------------------------------------- | --------------- | ------------------------------------------ | ------------------------------------- | ----------- |
| 12. | 1.  | Zavar az időben (A Rickle in Time)                                                    | Wes Archer      | Matt Roller                                | 2015. július 26. 2018. január 3.      | 2,12 millió |
| Az előző epizód folytatásaként Rick végül elindítja az időt, miután hat hónapig hozták helyre a bulival okozott károkat. Sajnos az idő szövete elég instabil, így hamar létrejön több alternatív valóság, amelyek időben egyszerre zajlanak. Rick paranoiás lesz, hogy másik énjei meg akarják őt ölni. Egy másik dimenzióból érkezett lény le akarja tartóztatni őket az ellopott időkristályért, ami ahhoz vezet, hogy 64 különböző valóság születik. Eközben az eredeti valóságban Jerry és Beth elütnek egy szarvast, Beth pedig meg akarja menteni az életét bármi áron. A stáblista utáni jelenetben a lény látható, aki Albert Einsteint összetéveszti Rickkel, és közli vele, hogy ne szórakozzon az idővel.                                                                                                  |     |                                                                                       |                 |                                            |                                       |             |
| 13. | 2.  | Morty mentőakció (Mortynight Run)                                                     | Dominic Polcino | David Phillips                             | 2015. augusztus 2. 2018. január 4.    | 2,19 millió |
| Miután véletlenül magukkal viszik Jerryt egy kalandjukra, Rick és Morty egy különleges megőrzőbe viszik őt, ahol más dimenziók Jerryjeire vigyáznak. Némelyikükért soha nem jönnek vissza, és nem is tudnak elmenni onnan, noha egyébként szabadon távozhatnak. Közben Rick fegyvert ad el egy idegen bérgyilkosnak, aki meg akarja ölni Fingot, a gáznemű entitást, akit fogságban tartanak. Morty megkedveli a lényt és meg akarja menteni az életét - nem is sejtve, hogy Fing terve minden szénalapú létforma megsemmisítése. |     |                                                                                       |                 |                                            |                                       |             |
| 14. | 3.  | Felemésztő szerelem (Auto Erotic Assimilation)                                        | Bryan Newton    | Ryan Ridley                                | 2015. augusztus 9. 2018. január 5.    | 1,94 millió |
| Rick, Morty és Summer kalandjaik során belefutnak egy kollektív tudatba, aki valamikor Rick szeretője volt, és célja az egész univerzum bekebelezése. Egy Béta 7 nevű másik kollektív tudat reménytelenül szerelmes belé, mert mindig kikosarazzák. Rick visszatérésével hatalmas bulik és orgiák kezdődnek, mely a bolygót katasztrofális helyzetbe juttatja. Morty és Summer szerint ez nem etikus, s közben azzal is szembe kell nézniük, hogy néhány, öntudatra ébredt lakó faji háborút kezdeményez. Eközben Beth és Jerry egy rusnya szörnyet találnak a pincében megláncolva, és ennek hatására elkezdenek veszekedni azon, hogy mit csináljanak vele. Amikor szóba kerül Rick, Jerry feldühödik, mert Beth mindenáron védi az apját.                                                                          |     |                                                                                       |                 |                                            |                                       |             |
| 15. | 4.  | M Rick mások (Total Rickall)                                                          | Juan Meza-León  | Mike McMahan                               | 2015. augusztus 16. 2018. január 8.   | 1,96 millió |
| Egy idegen parazita hamis emlékeket ültet a család fejébe, így valahányszor elkezdenek visszaemlékezni a múltra, mindig megjelenik egy új családtag a lakásban, akiről azt hiszik, hogy valóban az. Mivel már egymásban sem bíznak, Rick lezárja a házat. Először csak Steve bácsi jelenik meg, majd Nicky kuzin, Álmos Gary (aki mint Beth férje és Jerry szeretője bukkan fel),egy családi komornyik, Frankenstein szörnye, egy beszélő ceruza, Inverz Zsiráf, Üvegszellem, és még sokan mások. Köztük van Kakiskuki úr, aki a család régi barátjaként mutatkozik, de még eddig egyetlen epizódban sem láthattuk. Mikor Morty rájön, hogy az idegenek csak pozitív emlékeket generálnak, ennek hatására végezni tudnak a parazitákkal. Beth a legvégén lelövi Kakiskuki urat, de róla kiderül, hogy ő nem parazita. |     |                                                                                       |                 |                                            |                                       |             |
| 16. | 5.  | Gyere Svungizni (Get Schwifty)                                                        | Wes Archer      | Tom Kauffman                               | 2015. augusztus 23. 2018. január 9.   | 2,12 millió |
| Egy óriási idegen jelenik meg a Föld közelében, és követeli, hogy énekeljenek neki egy eredeti dalt. Rick és Morty improvizálnak egyet, de az idegenek magukkal viszik az egész bolygót egy zenés tehetségkutatóra, ahol a vesztes bolygót megsemmisítik. Morty ellopja a portálvetőt, hogy megmentse a bolygót, de a Madárember meggyőzi róla, hogy segítsen Ricknek és Ice-T-nek megírni egy dalt, amit aztán az amerikai elnökkel előadva megnyerik a versenyt. Közben Beth, Jerry és Summer belépnek egy vallási szektába, mely az idegenek által küldött üzenet félreértése miatt jött létre. |     |                                                                                       |                 |                                            |                                       |             |
| 17. | 6.  | Rickek a fejükre estek (The Ricks Must Be Crazy)                                      | Dominic Polcino | Dan Guterman                               | 2015. augusztus 30. 2018. január 10.  | 1,91 millió |
| Rick repülő autójának lemerül az akkumulátora, ami igazából egy miniatűr univerzum, akiktől lopja az energiát. Ebben az univerzumban Zeep Xanflorp ugyanezt teszi, és létrehoz egy harmadik univerzumot, ahol csapdába esnek. Miközben folyamatosan harcolnak a kijutás érdekében egymással is, kiderül, hogy Morty bármikor repülő autóvá tud változni. Eközben Summer az eredeti autóban várakozik, amely erőszakosan próbálja őt megvédeni az idegenektől. A stáblista utáni jelenetben Morty autóvá változik az osztályteremben. |     |                                                                                       |                 |                                            |                                       |             |
| 18. | 7.  | Nagy zűr kis Sanchezben (Big Trouble in Little Sanchez)                               | Bryan Newton    | Alex Rubens                                | 2015. szeptember 13. 2018. január 11. | 1,97 millió |
| Rick áttölti a tudatát saját tinédzserkori önmagának klónjába, hogy végezni tudjon egy vámpírral az iskolában. Miután meglepően népszerűvé válik, Summer megunja, és kirúgatja azzal, hogy bevallja a gyilkosság tényét. Közben Jerry és Beth párterápián vesznek részt egy idegen bolygón, ahol az egymásról alkotott képzeteik elevenednek meg szörnyek formájában. |     |                                                                                       |                 |                                            |                                       |             |
| 19. | 8.  | Interdimenzionális TV 2: Kisértjük a sorsot (Interdimensional Cable 2: Tempting Fate) | Juan Meza-León  | Dan Guterman, Ryan Ridley & Justin Roiland | 2015. szeptember 20. 2018. január 12. | 1,79 millió |
| Jerryt egy ocsmány betegséggel kezelik egy idegen kórházban, miközben a család ismét bizarr tévéműsorokat néz a váróban. Az idegenek a péniszét kérik, hogy egy ismert és közkedvelt aktivista számára ültessék be szívként. Jerry először belemegy, de aztán visszakozik, ezért új megoldást kell kitalálnia, hogy lecsillapítsa a népharagot. |     |                                                                                       |                 |                                            |                                       |             |
| 20. | 9.  | Irtó nagy kalamajka (Look Who's Purging Now)                                          | Dominic Polcino | Dan Harmon, Ryan Ridley & Justin Roiland   | 2015. szeptember 27. 2018. január 15. | 1,89 millió |
| Rick és Morty egy olyan bolygóra utaznak, ahol egy fesztivál alkalmával mindenki következmények nélkül követhet el bűnöket egy egész éjszaka. Miután átveréssel megszerzik tőlük az autójukat és a portálvetőt, magukra maradnak. Csak Summer segítségével tudnak úrrá lenni a nehézségeken. |     |                                                                                       |                 |                                            |                                       |             |
| 21. | 10. | Ünnepszkvancsolók ünnepe (The Wedding Squanchers)                                     | Wes Archer      | Tom Kauffman                               | 2015. október 4. 2018. január 16.     | 1,84 millió |
| Rick és a családja elmennek a Madárszemély és Tammy esküvőjére. Tammyről kiderül, hogy a Föderáció ügynöke, megöli a Madárembert, és a többi ügynökkel megszállják a helyet. Rick kimenti a családot, de nem viheti őket haza, mert keresik őket, ezért egy Föld-szerű bolygóra viszi őket. Miután meghallja, hogy Jerry fel akarja őt adni, Rick önként teszi ezt. Családja nélküle tér vissza a Földre, amit elleptek az idegen turisták. A Föderáció részévé vált Földön Jerry új állást kap. A stáblista utáni jelenetben Kakiskuki úr megkérdezi a nézőket, hogy szerintük mi várható az új évadban, ami minimum másfél év múlva következik. |     |                                                                                       |                 |                                            |                                       |             |

### 3. évad (2017)
| Sor. | Év. | Cím                                                                          | Rendező         | Író                                                                                   | Premier                                | Nézettség   |
| --- | --- | ---------------------------------------------------------------------------- | --------------- | ------------------------------------------------------------------------------------- | -------------------------------------- | ----------- |
| 22. | 1.  | A Rickmény Rabjai (The Rickshank Rickdemption)                               | Juan Meza-León  | Mike McMahan                                                                          | 2017. április 1. 2018. február 5.      | 0,68 millió |
| Ricket a Föderáció egyik börtönében tartják fogságban, ahol az emlékeibe beépült ügynök próbálja kiszedni belőle a portálvető titkait. Morty és Summer a megmentésére indul a világuk korábbi, halott Rickjének a szerkezetével, amivel előbb átkerülnek a Cronenberg-világba, majd egy csapat Rick tör rájuk, és a Citadellába viszik őket, ahol el akarják őket ítélni. A kiszabaduló és megmentésükre érkező Rick előbb az egész építményt egy intergalaktikus börtönbe teleportálja, majd a túlélőkkel leszámolva tönkreteszi a Föderáció bankrendszerét, felszabadítva így a Földet. Eközben a Földön Jerry válaszút elé állítja Beth-t: vagy ő, vagy az apja. Beth Ricket választja, ezért elválnak. Rick felfedi, hogy az egésszel pontosan ez volt a célja: bosszút állni Jerryn és a Föderáción, és tetteinek végső motivációja az volt, hogy valahogy hozzájusson a McDonald's már nem forgalmazott szecsuáni szószához. A stáblista utáni jelenetben Tammy kiborgként építteti újjá Madárszemélyt, aki innentől Főnixszemélynek hívja magát. |     |                                                                              |                 |                                                                                       |                                        |             |
| 23. | 2.  | A smaragd Rickmánca (Rickmancing the Stone)                                  | Dominic Polcino | Jane Becker                                                                           | 2017. július 30. 2018. február 6.      | 2,86 millió |
| Rick egy Mad Max-szerű világba viszi Mortyt és Summert. Megtudja, hogy az itt lakóknál van egy nagyon értékes kő, amit szeretne ellopni. Miután megszerzi, hazamegy, robotokra cseréli a gyerekeket, hogy átverje Beth-t, majd visszatér a kővel, s a segítségével felemeli az itt lakók civilizációját. Az emberek változása nem tetszik Summernek, aki bár beleszeretett az egyik bandavezérbe, mégis otthagyja ezt a világot. Az események hatására a gyerekek könnyebben dolgozzák fel a szüleik válását. A stáblista utáni jelenetben Jerry megkapja a munkanélküli segélyét, egy farkas azonban rátámad és elszedi tőle a csekket. |     |                                                                              |                 |                                                                                       |                                        |             |
| 24. | 3.  | Uborka Rick (Pickle Rick)                                                    | Anthony Chun    | Jessica Gao                                                                           | 2017. augusztus 6. 2018. február 7.    | 2,31 millió |
| Rick uborkává változtatja magát csak azért, hogy ne kelljen részt vennie egy családterápiás foglalkozáson. Beth magával viszi a visszaváltoztató szérumot, az egyedül maradó Rick pedig balszerencsék sorozata közepette a csatornában köt ki. Döglött csótányok és általa leölt patkányok testéből épít magának egy veszélyes fegyverekkel ellátott mobil páncélt. Miután véletlenül egy külföldi titkosügynök lakásán köt ki, harcba kell szállnia az ott lakókkal, köztük egy Jaguár névre hallgató fickóval, akivel végül összebarátkozik. Miután rájön, hogy mégis jó lenne elmennie a terápiára, odaindul. A terapeuta szerint Rick azért ilyen, hogy elnyomja magában az érzelmeket és a sérülékenységét, de mivel már Beth is megbékél vele, ez egyáltalán nem érdekli. A stáblista utáni jelenetben Ricket és Mortyt egy ördögi gonosz, a zenész Concerto fogságából menti ki Jaguár. |     |                                                                              |                 |                                                                                       |                                        |             |
| 25. | 4.  | Visszavágók 3: Világzúzó visszatér (Vindicators 3: The Return of Worldender) | Bryan Newton    | Sarah Carbiener & Erica Rosbe                                                         | 2017. augusztus 13. 2018. február 8.   | 2,66 millió |
| Morty kérésére Rickkel újra elmennek a Visszavágókhoz, akik épp az ősellenségükkel harcolnak. Rick megveti őket, Mortyt viszont lenyűgözik a hősök. Másnap reggel a Visszavágók azzal szembesülnek, hogy előző éjszaka Rick részegen végzett a nemezisükkel, átvette a helyét, és most feladványokat talált ki, amiket meg kell fejteniük, ha életben akarnak maradni. Morty ügyesen halad a megfejtéssel, míg a szuperhősök fogyatkoznak. A végén csak Rick, Morty, és Szupernova maradnak életben. Szupernova megpróbálja megölni őket, ám Rick az utolsó pillanatban elteleportálja valamennyiüket egy partira, amit szintén részegen hozott össze. |     |                                                                              |                 |                                                                                       |                                        |             |
| 26. | 5.  | A Pörgi Forgi összeesküvés (The Whirly Dirly Conspiracy)                     | Juan Meza-León  | Ryan Ridley                                                                           | 2017. augusztus 20. 2018. február 9.   | 2,29 millió |
| Jerry önbecsülésének növelése érdekében Rick elviszi őt egy kalandra: egy olyan helyre mennek, ahol egy védőpajzsnak hála valamennyi élőlény halhatatlan, így nem eshet bántódása. Jerry találkozik Risotto Grouponnal, aki bosszút esküdött Rick ellen. Fel akarja használni Jerryt, hogy végezhessen Rickkel, de Jerry kihátrál, amikor Rick bocsánatot kér tőle, amiért tönkreteszi a házasságát. Rick persze rájön a merényletkísérletre, és ezután hosszasan szidalmazza Jerryt, majd miután végez Risottóval, nem akarja megengedni, hogy visszatérjen a családjához. Summerrel szakít a barátja, Ethan, egy nagyobb mellű lány kedvéért, ezért elhatározza, hogy Rick egyik berendezésével megnagyobbítja a melleit. A kísérlet balul sül el, és Summer óriási méretűre nő. Beth nem hajlandó Ricket segítségül hívni, hanem maga próbálja megoldani a problémát, amivel csak kifordítja Summert. |     |                                                                              |                 |                                                                                       |                                        |             |
| 27. | 6.  | Egy kis Rickapcsolódás (Rest and Ricklaxation)                               | Anthony Chun    | Tom Kauffman                                                                          | 2017. augusztus 27. 2018. február 12.  | 2,47 millió |
| Egy hosszú és fárasztó kaland után Rick és Morty egy intergalaktikus wellness-szállóba mennek, ahol egy gép segítségével kiveszik belőlük a negatív tulajdonságokat. Tudtukon kívül a negativitásuk testet ölt egy toxikus felhőben, megszemélyesítve Rick arroganciáját és Morty gyámoltalanságát. Eközben a megtisztult Rick és Morty pozitív énjének is lesz egy mellékhatása: képtelenek érzelmi kötődést kialakítani. A toxikus Rick és Morty kiszabadulnak a börtönükből, és azt tervezik, hogy egy világítótorony segítségével az egész világot a képmásukra alakítják. A tiszta Rick megmérgezi a toxikus Mortyt, tudva, hogy a saját toxikus énje függ Mortytól, és mindenáron meg akarja menteni. A két Rick végül egyesül, Morty azonban nem hajlandó erre és elmenekül. Rick végül Jessica segítségével vadássza le és egyesíti énjeit. |     |                                                                              |                 |                                                                                       |                                        |             |
| 28. | 7.  | Mesék a Citadellából (The Ricklantis Mixup)                                  | Dominic Polcino | Dan Guterman & Ryan Ridley                                                            | 2017. szeptember 10. 2018. február 13. | 2,38 millió |
| MIközben Rick és Morty Atlantiszra tartanak, a cselekmény áttevődik a Citadellába, ahol Rickek és Mortyk népesítik be a világot. Egy csapat Morty egy portál keresésére indul, ami teljesíti minden kívánságukat; ezalatt egy újonc Rick rendőr a veterán Morty mellett vadászik drogdílerekre, míg egy gyári munkás Rick fellázad egy üzemben, ahol egy másik Rick emlékeiből kifacsart süteményeket gyártanak. Mindeközben elnökválasztást tartanak a Citadellában, ahol a Morty-párt jelöltjének meglepetésre sikerül győznie. A kampányfőnök megtudja, hogy az új elnök valójában az első évad egyik epizódjában látható gonosz Morty, ezért megpróbálja őt megölni, sikertelenül. Ezután az elnök kivégezteti a Rickek árnyékkormányát és mindenki mást, aki veszélyezteti a hatalmát. A stáblista utáni jelenetben Rick és Morty visszatérnek az Atlantiszról. Morty aggódik amiatt, ami történt a Citadellában, de Rick szerint ennek semmi hatása nem lesz az életükre.                                                                         |     |                                                                              |                 |                                                                                       |                                        |             |
| 29. | 8.  | Morty észbontói (Morty's Mind Blowers)                                       | Bryan Newton    | Mike McMahan, James Siciliano, Ryan Ridley, Dan Guterman, Justin Roiland & Dan Harmon | 2017. szeptember 17. 2018. február 14. | 2,51 millió |
| Morty arra kéri Ricket, hogy távolítson el az emlékezetéből egy rossz emléket. Hamar kiderül, hogy Rick már régóta gyűjtögeti ezeket, köztük olyanokat is, amelyeken Rick hülyén viselkedik, de nem akarja, hogy ez megmaradjon Morty emlékezetében. Összevesznek, majd véletlenül törlik mindkettejük emlékeit. Morty kétségbeesetten keresi az emlékeket, de amiket talál, azok alapján meggyőzi Ricket, hogy inkább legyenek öngyilkosok. Summer az utolsó pillanatban talál rájuk - mint kiderül, Ricknek erre az esetre volt egy vészforgatókönyve, amit alkalmaz rajtuk, minek következtében álomba merülnek. majd úgy kelnek fel, mintha csak átaludtak volna egy epizódot az interdimenzionális tévé előtt. A stáblista utáni jelenetben Jerry talál egy ládát az ő emlékeivel, amiben csak arról vannak emlékek, hogy véletlenül megöl egy idegen lényt. |     |                                                                              |                 |                                                                                       |                                        |             |
| 30. | 9.  | Beth beteg világa (The ABC's of Beth)                                        | Juan Meza-León  | Mike McMahan                                                                          | 2017. szeptember 24. 2018. február 15. | 2,49 millió |
| Rick és Beth Froopyföldre mennek - egy világba, amit Rick csinált neki még gyerekkorában. A céljuk az, hogy megtalálják Tommyt, Beth gyerekkori barátját, azért, hogy ne végezzék ki ártatlanul az apját, akit a meggyilkolásával vádolnak. Tommy az évek alatt egy vérfertőző, kannibalisztikus vademberré változott, aki nem hajlandó visszatérni velük, így hát Rick elkészíti a klónját és azt viszik magukkal. Beth lehetőséget kap arra, hogy neki is készüljön egy klónja, s így a másik énje szabadon utazgathatna. Jerry egy Kiara nevű idegen vadásszal randizik, Morty és Summer neheztelése ellenére. Mikor véget akar vetni a kapcsolatnak, Kiara elrabolja őket és meg akarja őket ölni, mert féltékenységében őket teszi felelőssé. Végül kiderül, hogy Kiara Jerryt csak fel akarta használni, hogy túllegyen az előző barátján. A stáblista utáni jelenetben Jerry üzenetrögzítője számos üzenetet kap Kiara barátjától, hogy meg fogja őt ölni; mire Rick azt mondja, hogy megölte őt, majd szexelt a nővel.                          |     |                                                                              |                 |                                                                                       |                                        |             |
| 31. | 10. | Az elnök különrickje (The Rickchurian Mortydate)                             | Anthony Chun    | Dan Harmon                                                                            | 2017. október 1. 2018. február 16.     | 2,60 millió |
| Az elnök hívatja Ricket és Mortyt, mert végezni kell egy szörnnyel a Fehér Ház alatti alagutakban. Ők azonban mérgesek, mert nem kapják meg a kellő tiszteletet azért, hogy mindig segítenek, ezért aztán inkább hazamennek játszani. Az emiatt kialakuló sértettség állóháborút alakít ki Rick és az elnöki testőrség között. Eközben Beth, aki attól fél, hogy tényleg csak egy klón, újra összejön Jerryvel, hogy megtudja az igazat. Végül az egész család újra találkozik, és Rick is kénytelen Jerryt elismerni családtagnak. Hogy befejezze az ellenségeskedést az elnökkel, Rick egy másik univerzumbeli alteregójának kiadva magát békét köt. Az epizód végén mindenki boldog, kivéve Ricket, aki elvesztette a családon belüli domináns pozícióját. A stáblista utáni jelenetben felbukkan Kakiskuki úr, aki elnézést kér, amiért nem szerepelt az egész évadban, de megnősült és van egy gyereke. Közli, hogy a negyedik évadra még sokat kell várni.                                                                                        |     |                                                                              |                 |                                                                                       |                                        |             |

### 4. évad (2019–2020)
| Sor. | Év. | Cím                                                            | Rendező       | Író                          | Premier                             | Nézettség   |
| --- | --- | -------------------------------------------------------------- | ------------- | ---------------------------- | ----------------------------------- | ----------- |
| 32. | 1.  | Halálkristály labirintus (Edge of Tomorty: Rick Die Rickpeat)  | Erica Hayes   | Mike McMahan                 | 2019. november 10. 2021. június 21. | 2,33 millió |
| Rick egy olyan bolygóra viszi magával Mortyt, ahol olyan kristályok teremnek, melyek megmutatják a használóik lehetséges haláleseményeit. Morty magával visz egy darabot Rick tudta nélkül. Mikor meglátja, hogy az egyik lehetséges halála az, hogy öregen hal meg, Jessica karjaiban, mindent megtesz, hogy ez így is legyen - eközben véletlenül megöli Ricket. Rick holografikus kivetülése követeli, hogy klónozza őt, amit Morty megtagad. Rick tudata alternatív univerzumokban éled újjá klóntestekben, de ezekben valahogy mindenütt fasiszta diktatúra van, kivéve a legutolsóban, ahol Darázs Rick örömmel segít neki. Morty ezalatt tetteivel rengeteg ember halálát okozza, és egy furcsa kiborggá alakul. Rick, Darázs Rick és Holografikus Rick együtt próbálják megállítani. Jerry és Beth dühösek lesznek Rickre, de Morty mindent magára vállal. A stáblista utáni jelenetben Jessica elmondja a barátnőinek, hogy szeretne az elfekvőben haldokló embereken segíteni, amit Morty is meghall és rájön, hogy a kristály félrevezette. |     |                                                                |               |                              |                                     |             |
| 33. | 2.  | WxC<3 (The Old Man and the Seat)                               | Jacob Hair    | Michael Waldron              | 2019. november 17. 2021. június 21. | 1,67 millió |
| Rick elteleportál egy saját maga alkotta világba, ahol nyugodtan vécézhet, távol mindentől és mindenkitől. Egy idegen lényt hagy hátra, aki a segédje és mindenáron egy appot szeretne tervezni. Rick megtiltja, hogy hallgassanak rá, de Jerry oda sem figyel és együtt létrehoznak egy különleges társkereső appot, aminek hatására az emberek, köztük Summer, folyamatosan váltogatva a partnereiket keresik a szerelmet. Beth eltökéli, hogy megmenti a lányát. Morty (és mikor látja, hogy mi történt, Jerry is) követeli a lénytől, hogy törölje az appot, de azt nem lehet olyan egyszerűen: a faja azért hozta létre, hogy ezzel lekötve az emberek energiáit megszerezze a bolygó vízkészletét. Jerry végül sikeresen meggyőzi a lényt, megmutatva, hogy egyiküknek sem hoz ki az app párt, ezután szabotálja a programot felugró reklámokkal, ami miatt az embereknek elmegy tőle a kedvük. Ezalatt Rick rájön, hogy valaki használta a vécéjét, és kinyomozza, hogy Tony volt, egy idegen üzletember. Rick számtalan módon próbál meg végezni vele, sikertelenül, ellenben amikor egy balesetben meghal, Rick nem érzi magát túl fényesen, amikor a vécéjére bekészített gúnyolódó üzenet megszólal. A stáblista utáni jelenetben Jerry megiszik egy folyadékot, amely megmutatja a használója legtitkosabb vágyát. Jerrynél ez az ásványvízfutárság. |     |                                                                |               |                              |                                     |             |
| 34. | 3.  | Kifosztó feszt (One Crew over the Crewcoo's Morty)             | Bryan Newton  | Caitie Delaney               | 2019. november 24. 2021. június 21. | 1,61 millió |
| Mikor Rick és Morty ki akarnak fosztani egy ősrégi sírt, rájönnek, hogy Miles Knightly, a mestertolvaj már megelőzte őket. Rick összeszed egy csapatot, hogy a HeistCon-on megleckéztesse őt. Fogadást kötnek, hogy ki lopja el először Horowitz Kristálykoponyáját - Miles kijelenti, hogy ő már meg is szerezte, miután felbérelte erre Rick csapatát. Rick azonban közli, hogy egy robot segítségével már kikövetkeztette, hogy ezt fogja tenni, ezért hipnotizálta a csapatot, hogy mindenképp neki adják oda. Még a közönséget is hipnotizálta, hogy ellopja az egész HeistCon-t. A kialakuló káoszban Miles meghal, a robot pedig önálló életre kel és egész bolygókat lop. Ricknek így új csapatot kell verbuválnia, és egy új, véletlengenerátorral dolgozó gépet is épít, hogy a szökevény nyomába kerüljön. A végső összecsapás során a robot rájön, hogy képtelen előre kitalálni a tökéletes bűntényt és önmegsemmisíti magát. Morty megpróbálja a történetét eladni a Netflixnek, de végül elmegy tőle a kedve - mint kiderül, az epizód egész cselekményét Rick tervezte meg, pont azért, hogy Morty ne dolgozzon a Netflixnek, hanem kalandozzon vele tovább. |     |                                                                |               |                              |                                     |             |
| 35. | 4.  | Sárkányszívás (Claw and Hoarder: Special Ricktim's Morty)      | Anthony Chun  | Jeff Loveness                | 2019. december 8. 2021. június 21.  | 1,63 millió |
| Miután Morty annyit nyaggatja emiatt, Rick szerez neki egy sárkányt, Balthromaw-t, miután egy varázsló segítségével szerződést kötnek. Jerry egy beszélő macskát talál a szobájában, amihez Ricknek, elmondása szerint, semmi köze. A macska és Jerry Floridába mennek bulizni, de a macska hamisan megvádolja Jerryt, hogy a strand homokjába székelt. A macska a buliban kivívja mindenki megvetését, ezért kidobják őt is. Morty szeretne játszani Balthromaw-val, de a sárkány nem szimpatizál vele. Annál inkább Rickkel, akivel még lélekkötődést is kialakít. Váratlanul megjelenik a varázsló, aki ribancnak nevezi a sárkányt a szerződés megszegése miatt és elviszi magával. Rick, Summer és Morty kénytelenek a varázslatok földjére menni a sárkányt megmenteni a kivégzéstől, mert a lélekkötődés miatt amit a sárkány érez, azt Rick is. Más ribanc sárkányok segítségével megmentik Balthromaw-t, majd a lélekkötés is megszűnik, Morty pedig, miután rájön, milyen bizarr a sárkányok szexualitása, inkább otthagyja őket. Végül Rick és Jerry megpróbálják a macska emlékeit kiolvasni arról, hogy ki is ő, de olyan borzalmas információt tudnak meg, hogy Rick inkább törli erről Jerry emlékeit. A stáblista utáni jelenetben a macska találkozik Balthromaw-val és megkérdezi tőle, hogy elmenne-e vele Floridába. |     |                                                                |               |                              |                                     |             |
| 36. | 5.  | Csörgőközi Rickrolló (Rattlestar Ricklactica)                  | Jacob Hair    | James Siciliano              | 2019. december 15. 2021. június 21. | 1,32 millió |
| Hogy nehogy megsérüljön a karácsonyi izzók felszerelése közben, Rick a levegőnél könnyebbé teszi Jerryt, a cipőjét pedig nehézzé, hogy le tudjon horgonyozni. Csakhogy Jerry elveszíti az egyik cipőjét, emiatt kétségbeesetten lebegni kezd a légtérben. Rick egy útja során "defektet" szenved, s miközben javítja az űrjárgányt, megtiltja Mortynak, hogy elhagyja azt. Morty nem engedelmeskedik, és megharapja egy űrkígyó. Miközben ellenmérget szintetizálnak, kiderül, hogy a kígyó egy intelligens faj asztronautája, bolygójuk a háború szélén áll. A bűntudatos Morty a döglött kígyó helyett egy másikat visz a Földről. Az ottani kígyóknak egyből feltűnik, hogy ez a példány nem a bolygóról való - ezt követően időutazó robotkígyók teleportálnak a Földre, hogy elkapják Mortyt, aki megváltoztatta a történelmüket. Rick úgy oldja meg a problémát, hogy jövőbeli énjével visszamegy az időben és előbb tanítja meg nekik az időutazás titkát, aminek köszönhetően több idejük van szétrombolni az idővonalukat - ez felkelti az Időrendőrség figyelmét is, és megölik a faj legelső intelligens ősét. A stáblista után Rick és Morty kénytelen-kelletlen elkészítik a cuccokat, amire a múltbeli énjeiknek szükségük van a kígyók legyőzéséhez. |     |                                                                |               |                              |                                     |             |
| 37. | 6.  | Izmosság a Sztorient Expresszen (Never Ricking Morty)          | Erica Hayes   | Jeff Loveness                | 2020. május 3. 2021. június 21.     | 1,55 millió |
| Rick és Morty egy különös vonatszerelvényen utaznak, ahol valamennyi utas Rickkel kapcsolatos, megelevenedő történeteit meséli el. Rick megpróbálja kijuttatni őket, előbb a kalauzzal végeznek, egy kontinuitási probléma segítségével, majd hogy a gépházba jussanak, egy sztorit kezdenek el mesélni, ami átmegy a Bechdel-teszten (azaz olyan történetet, amiben szerepel legalább két nő is, akik nem egy férfival kapcsolatban beszélnek egymással). Ott várja őket a sztori ura, aki fogságba ejti őket, mert nagy potenciált lát a képzelőerejükben. Különféle képzeletbeli zűrökbe keverednek, míg Rick azt nem mondja, hogy felajánlja magukat Jézusnak. Jézus megjelenése tönkreteszi a történetet, Rick és Morty egy szó szerinti deus ex machinával visszajutnak a vonatra, ellenfelük pedig az írók rémálmában: a Bibliában marad. A végén kiderül, hogy az egész történet a Smith-házban egy játékvonatban játszódott, ami aztán tönkremegy. Rick sürgeti Mortyt, hogy vegyen egy másikat, mert a koronavírus-járvány miatt senki nem vásárolgat. A stáblista utáni jelenetben a vonatnak, mint egy játéknak a reklámját láthatjuk. |     |                                                                |               |                              |                                     |             |
| 38. | 7.  | Promortyusz (Promortyus)                                       | Bryan Newton  | Jeff Loveness                | 2020. május 10. 2021. június 21.    | 1,34 millió |
| Ricket és Mortyt glorzók, arcra tapadó paraziták vesznek az uralmuk alá, akik meg akarják szerezni Rick űrhajóját, hogy a segítségével a Földre jussanak. Nagy nehezen, mindent elpusztítva maguk mögött megmenekülnek, de csak otthon veszik észre, hogy Summert otthagyták. Visszamennek érte, de döbbenten látják, hogy Summer arcán nincs semmi, őt pedig istennőként tisztelik. Summer elmagyarázza, hogy azért, mert a szájában volt egy fogpiszkáló, így az ő arcára nem tudtak rátapadni, ezért emberfelettinek tartják. Hárman próbálnak megszökni, s közben nem mellékesen Morty harmonikájának segítségével Rick végez az egész fajukkal - a hang hatására felrobban nemcsak a glorzo, de az általa lerakott tojás és a megszállt test is. Otthon Rick és Morty egy gyomorrontásra tévesen azt hiszik, hogy számukra is közel a vég. A stáblista utáni jelenetben Summerrel közli az egyik barátnője, hogy szívesen lefeküdne az apjával, miután látta méhészkedni. |     |                                                                |               |                              |                                     |             |
| 39. | 8.  | A savtartályos epizód (The Vat of Acid Episode)                | Jacob Hair    | Jeff Loveness és Albro Lundy | 2020. május 17. 2021. június 21.    | 1,26 millió |
| Egy kalandjuk során Rick különleges drágakövekkel kereskedik idegen maffiózókkal. A gengszterek hátbatámadják őket, ezért Rick eljátssza, hogy ő és Morty egy "savval" teli tartályba ugranak - azt gondolva, hogy ezt látva elhiszik, hogy meghaltak és otthagyják őket. Csakhogy az istennek se mennek el, a türelmetlen Morty pedig maga végez velük. Közli Rickkel, hogy az ötlete hülyeség volt, mire Rick válaszul felajánlja, hogy megtervez neki akármit, csak hogy bizonyítson. Morty egy olyan eszközt kér, aminek segítségével "mentési pontokat" hozhat létre az életében, és ha elrontana valamit, csak visszatér egy llyen pontra és újrakezdheti. Először Morty mindenféle csínytevéseket követ el, majd beleszeret egy nőbe, akivel össze is jön, majd amikor repülőbalesetet szenvednek, az eszközt használlatát mellőzve menti meg valamennyiüket. Az idillt Jerry teszi tönkre, aki véletlenül visszaállítja Morty mentési pontját még a kapcsolat előttire. Rick csak ezután fedi fel, hogy az eszköz nem egyfaja időgép volt, sokkal inkább egy teleport: minden mentéskor egy alternatív dimenzióba került, és az ott élő Mortyt megölte, majd a helyére került. Morty könyörgésére Rick visszaállít mindent, így a többi dimenzió lakói életben maradnak, viszont mindenki emlékszik a Morty által elkövetett csínyekre, így Morty a savtartállyal megjátssza a saját halálát. Rick ekkor közli, hogy az egész kísérlet nem is a saját világukban játszódott. A stáblista utáni jelenetben egy rendőr, aki tévesen azt feltételezi magáról, hogy immunis a savra, az esti show-műsorban élő adásban akarja ezt bebizonyítani, sikertelenül. |     |                                                                |               |                              |                                     |             |
| 40. | 9.  | Ricksten gyermekei (Childrick of Mort)                         | Kyounghee Lim | James Siciliano              | 2020. május 24. 2021. június 21.    | 1,22 millió |
| Rick hívást kap Gaiától az intelligens bolygótól, hogy teherbe esett tőle. Beth kéri, hogy ne hagyja magára a gyermekeit, ezért Rick magával viszi az egész családot, hogy egy Jerryvel töltött kempingtúra helyett a gyermekek születésénél segédkezzenek. Miközben Jerry elviszi Mortyt és Summert kempingezni a bolygón, Rick és Beth az új lakókat osztják be különféle feladatokra, ám némelyikükről úgy vélik, haszontalanok, ezért száműzik őket. Miután Morty és Summer megszabadul tőle, Jerry ezekbe a haszontalanokba botlik bele, és egy vad törzzsé szervezi őket. Miközben Summer és Morty találnak egy idegen űrhajót, megérkezik Reggie, a gyermekek igazi apja, aki felügyeletet követel. Rick rájön, hogy Reggie nem törődne a gyermekekkel, ezért megtagadja az átadást, ezalatt Jerry és az ő védencei is támadásba lendülnek. A kialakuló küzdelemben Mortyék az űrhajóval végeznek Reggie-vel, amitől Gaia olyan dühös lesz, hogy elzavarja valamennyiüket. A stáblista utáni jelenetben Rick egy felnőtteknek szóló, bolygós hirdetést néz a tévében. |     |                                                                |               |                              |                                     |             |
| 41. | 10. | Star Mort: a Jerri visszatér (Star Mort Rickturn of the Jerri) | Erica Hayes   | Anne Lane                    | 2020. május 31. 2021. június 21.    | 1,30 millió |
| Beth egyik klónja sikerre visz egy lázadást a Galaktikus Föderáció ellen. Egészen idáig azt hitte, hogy ő az igazi, de most egy belé ültetett eszköz miatt elbizonytalanodik. Eközben a Földön Beth és Jerry családterápiára mennek, Morty és Summer pedig Rick láthatatlanná tevő övén vitatkoznak. Közben megérkezik a Föderáció, akik Beth-t keresik: Rick elszólja magát, hogy az a nő egy klón, majd a terapeutához indul, hogy megmentse Tammy csapatától a lányát. A két Beth találkozik és feldühödnek, mikor látják, hogy Rick nem ad egyértelmű választ arra, melyikük a klón. A Föderáció elrabolja őket, és bár az űrhajón végeznek Tammyvel, a lények a bolygó elpusztítására törnek. Váratlanul megjelenik Főnixember, aki összecsap Rickkel, de Beth leállítja. Miután győznek, Rick törli a memóriáját arról, hogy melyikük a klón, de úgy összekovácsolódott a csapat a harc alatt, hogy ez már senkit nem érdekel. Azért az kiderül, hogy biztos, ami biztos, maga Rick is többször összecserélgette az igazi és a klón Beth-t, hogy tényleg senki ne legyen biztos abban, hogy melyikük a klón. Rick végül beismeri, hogy borzalmas apa, majd fogadkozik, hogy jóbarát lesz és megjavítja Főnixembert, de durván visszautasítják. A stáblista utáni jelenetben Jerry a kukába dobja a láthatatlanná tevő övet, amitől a kukáskocsi is láthatatlan lesz. Jerry elköti a kukáskocsit, és vagánykodik vele, egészen addig, míg el nem fogy a benzin, mert nem tudja, hol van a láthatatlan benzintank. |     |                                                                |               |                              |                                     |             |

### 5. évad (2021)
| Sor. | Év. | Cím                                                                               | Rendező        | Író                           | Premier                               | Nézettség   |
| --- | --- | --------------------------------------------------------------------------------- | -------------- | ----------------------------- | ------------------------------------- | ----------- |
| 42. | 1.  | Korokon és borokon át (Mort Dinner Rick Andre)                                    | Jacob Hair     | Jeff Loveness                 | 2021. június 20. 2021. szeptember 30. | 1,30 millió |
| Miközben zuhannak Rick űrjárművével, Morty felhívja Jessicát és randira hívja. Meglepetésére nem utasítja vissza őt, hanem alig várja a lehetőséget. Az óceánon érnek földet, ahol Rick nemezise, Mr. Nimbusz bukkan fel, a tengerek ura és a rendőrség irányítója. Mivel Rick az óceánra szállással megsértett egy paktumot, ki kell engesztelnie Mr. Nimbuszt - történetesen Morty és Jessica randevújának napján egy vacsorával. Mortynak csak annyi feladata van, hogy hozzon át pár palack bort abból az univerzumból, ahol az idő jóval gyorsabban telik, mint a Földön. Ez azonban egyre inkább eszkalálódik, mert a borért való pár pillanatnyi átugrásai közben megváltoztatja az ott élők történelmét és egyfajta gyűlölt istenfigurává válik, ahogy azok technológiailag folyamatosan fejlődnek. Egy idő után eljönnek Mortyért, de csak Jessicát tudják elrabolni, így Rick és Mr. Nimbusz is be kell, hogy segítsenek. Habár sikerrel járnak, mégse jönnek ki jól a dologból: Jessica a közben eltelt mérhetetlen sok idő hatása alatt azt mondja Mortynak, hogy inkább csak legyenek barátok, Mr. Nimbusz pedig újra összevész Rickkel, mikor megtudja, hogy az el akarta lopatni Summerrel az erejét jelképező kagylót. Az epizód során Beth és Jerry folyamatosan arra utalnak, hogy felpezsdítik a szexuális életüket, és még Mr. Nimbusszal is bevállalnának egy édeshármast. A stáblista utáni jelenetben sor is kerül erre. |     |                                                                                   |                |                               |                                       |             |
| 43. | 2.  | Mortyplicitás (Mortyplicity)                                                      | Lucas Gray     | Albro Lundy                   | 2021. június 27. 2021. október 6.     | 1,16 millió |
| A család éppen ebédel, amikor fura polipszerű bérgyilkosok végeznek velük. Hamar kiderül, hogy ők csak csalik voltak, amikor az igazi Rick tudomást szerez a támadásról. Azonban kiderül, hogy ez a család sem igazi, hanem csak egy csali, és innentől az epizódon keresztül egy kaotikus szál alakul ki - az igazinak hitt családról rendre kiderül, hogy azok is csak csalik voltak, és amit az egészet kitervelő eredeti Rick sem sejtett: a csalik saját maguk is csalikat készítettek (nem tudván önnön csaliságukról). Egy idő után még az is kiderül, hogy a polipok is csak csalik. Az egyik családot, amelyik azt gondolja magáról, hogy igazi, elrabolja egy megcsonkított Rick és a családja, hogy lenyúzza a bőrüket, de aztán váratlanul megmenti őket egy Pinokkió-szerű család. Ők egy csapatot próbálnak verbuválni a túlélésükre, de a polip-csalik végeznek velük. Óriási káosz alakul ki és egymás után hullanak az emberek - az epizód végén az igazi Smith-család, akik az űr-Beth-szel kalandoztak, megtudják, hogy valaki lemészárolta a csalikat. A stáblista utáni jelenetben Pinokkió-Jerry, aki otthagyta a többieket, szembenéz végzetével, ahogy először hódok rágják szét, majd intelligens állatok veszik a darabjait magukhoz, ezután egy ivóban kerül a feje kifüggesztésre, majd egy Jézus-szerű alak keresztjére, s ezalatt képtelen meghalni. |     |                                                                                   |                |                               |                                       |             |
| 44. | 3.  | Ne sírj értem, Planetina (A Rickconvenient Mort)                                  | Juan Meza-Léon | Rob Schrab                    | 2021. július 4. 2021. október 6.      | 1,01 millió |
| Rick és Morty savas esőbe keverednek, ám egy, a Bolygó Kapitányához hasonló szuperhősnő, Planetina megmenti őket. Morty beleszeret a lányba és össze akar jönni vele, emiatt Rick nem is viszi magával a következő kalandjára, hanem Summerrel tartanak egy hatalmas eseményre: három bolygó fog egymás után megsemmisülni, az egyiknek a napja szupernovává alakul, a másikat beszippantja egy fekete lyuk, a harmadikat telibe találja egy aszteroida. Mindegyiken fergeteges szexpartik lesznek, tudva a biztos halálról, és azon vesznek részt. Habár kötetlenségben állapodnak meg, Rick már az első bolygón összeszed egy Daphne nevű lényt. Summer a harmadik bolygóra érve szétlövi Rick kocsijával az aszteroidát, ami miatt a bolygó biztonságba kerül, Daphne pedig elhagyja Ricket. Eközben Beth eltiltja Mortyt Planetinától, de egy sokkal nagyobb gondjuk is van: a lányt négy ember idézi meg a gyűrűivel és tartja hatalma alatt, épp mint a Bolygó Kapitányát), és nemcsak hogy nem akarják őt elengedni, de éppen hogy el akarják őt adni egy gazdag sejknek. Morty megöli mind a négyüket és kiszabadítja Planetinát, akivel környezetvédő akciókban vesznek részt. De miután egy szénbányában Planetina megöl 300 ártatlan bányászt, Morty szakít vele. A stáblista utáni jelenetben a harmadik bolygó apa-fia párosa látható, akik kínosan érzik magukat amiatt, ami az előző esti szexpartiban történt. |     |                                                                                   |                |                               |                                       |             |
| 45. | 4.  | Morty minta, faék (Rickdependence Spray)                                          | Erica Hayes    | Nick Rutherford               | 2021. július 11. 2021. október 6.     | 0,96 millió |
| Morty meglátogatja az anyját a lósebészkorházban, ahol észreveszi a lovak inszeminálására alkalmas szerkezetet. Később többször is maszturbál vele, nem sejtve, hogy Rick egy hordó spermát szerzett a kórházból, abban a hiszemben, hogy mutáns lóhadsereget építhet belőle a földalatti lovak ellenállásának legyűrésére. Így viszont spermaszörnyek jönnek létre, melyek elkezdenek tombolni, az elnök pedig Rick segítségét kéri a megállításukban. Valamennyien a Grand Canyon felé tartanak, Rick és Morty végez a spermakirálynővel, aki irányítja őket, majd Las Vegasba mennek - a kormány egy gigantikus petesejttel akarja odacsalni a spermákat, ami Summertől származik, nem sejtve, hogy a spermák meg Mortytól. Hatalmas küzdelem veszi kezdetét, de hiába, mert a petesejt végül megtermékenyül, aztán a kormány kilövi az űrbe. A stáblista után a kifejlett óriáscsecsemő elkap egy űrhajóst. |     |                                                                                   |                |                               |                                       |             |
| 46. | 5.  | Egy pokoli, kínos este (Amortycan Grickfitti)                                     | Kyounghee Lim  | Anne Lane                     | 2021. július 18. 2021. október 6.     | 0,78 millió |
| Jerry nem sejti, hogy egy csapat lény (a "Hellraiser" című filmsorozat cenobitái) azért érzi magát annyira jól a társaságában, mert borzasztó kínosan viselkedik, a lények pedig imádják a fájdalmat, amit ez és Rick kínos feszengése okoz - Rick azért kénytelen belemenni ebbe, mert tartozik nekik. Mikor Jerry rájön, hogy mire használják őt, dühös lesz, ezzel felbőszíti a démonokat, akik elviszik magukkal a pokolba. Beth és Rick démonnak álcázva magukat utánamennek, és egy szerkezet segítségével elviselhetetlenné teszik a démonok számára a máskülönben élvezetes fájdalmat, így menekülnek meg tőlük. Közben Morty és Summer az új diákot, Bruce Chutbacket próbálják lenyűgözni. Ellopják Rick autóját, ami aztán megzsarolja őket, hogy keveredjenek különféle még veszélyesebb kalandokba, különben elárulja őket. Bruce végül azt mondja, hogy majd meglátja, hogy akar-e velük lógni, de a stáblista utáni jelenetben éppen őt szégyenítik meg azzal, hogy egymás után két nap is ugyanazt a nadrágot vette fel. |     |                                                                                   |                |                               |                                       |             |
| 47. | 6.  | Pulykapokalipszis (Rick & Morty's Thanksploitation Spectacular)                   | Douglas Olsen  | James Siciliano               | 2021. július 25. 2021. október 6.     | 0,93 millió |
| Morty véletlenül elszabadít egy óriás robotot, ami a Szabadság-szobor belsejében rejtőzött, miután véletlenül elpusztítja a titkos kriptában őrzött amerikai alkotmányt. Rick trükkös módon próbál elnöki kegyelmet szerezni: önmagát és Mortyt pulykának álcázza, hiszen minden Hálaadáskor az elnök megkegyelmez egy pulykának. Csakhogy az elnök tisztában van ezzel a trükkel, és önmagát valamint egy csapat elit kommandóst pulykává változtatja, hogy megállítsák őt. Ezalatt egy pulykába véletlenül bejut az elnök DNS-e, őt változtatják vissza emberré, és átveszi az elnök helyét. Ahhoz, hogy megállítsák a pulyka-elnököt és az általa elszabadított hadsereget, Ricknek, Mortynak, az elnöknek, a különleges egységeknek, valamint a kriptában alvó idegeneknek és robotoknak a segítségére is szükség van. Végül Rick megkapja a hőn áhított kegyelmet is. A stáblista utáni jelenetben utalnak rá, hogy az egyik kommandós helyett talán mégis egy pulykát változtattak vissza. |     |                                                                                   |                |                               |                                       |             |
| 48. | 7.  | Galaktikus görénység (Gotron Jerrysis Rickvangelion)                              | Jacob Hair     | John Harris                   | 2021. augusztus 1. 2021. október 6.   | 0,82 millió |
| Rick, Morty és Summer úton vannak a Ciciföld nevű vidámpark-bolygóra, de útközben Rick talál egy magára hagyott GoTron robotgörényt. Ahogy Morty és Summer narrálják az eseményeket, kiderül, hogy Rick megszerzi mind az ötöt, amelyekből egy hatalmas robot áll össze, s amellyel a Smith-család harcolhat különféle űrszörnyek ellen. Ricken teljesen elhatalmasodik a gyűjtögető-mánia, hamar megszerzi más univerzumok GoTronjait is az ottani alteregóitól, hogy azokból egy gigantikus robotot építsen, ugyanakkor elrabolni is képes azokat másoktól. Summer örömmel segít, mert úgy érzi, hogy ezzel elérte a nagyapja figyelmét, nem vevén észre, hogy Ricket csak a robotok érdeklik. Ezalatt egy Kendra nevű anime-lány veszi át Summer helyét, akié és a barátaié voltak eredetileg a robotok, és titokban vissza akarják szerezni Ricktől. Summer az "óriás vérfertő babája", Naruto segítségével menti meg Ricket szorult helyzetéből. Ricknek végül is elege lesz a robotokból, és megöli azt a két parazitát, akik Morty és Summer fejében narrálták az eseményeket. A stáblista utáni jelenetből kiderül, hogy az óriási szörnyek, akik ellen harcoltak, valójában intelligens bogarak, akik egy másik univerzumból azért jöttek, hogy az emberek tudtára hozzák az AIDS ellenszerét. Sajnos mivel a teleportáláskor meztelenül érkeznek meg, és nagy méretűek, ráadásul senki nem érti, amit mondanak, könnyűszerrel összetévesztik szerencsétleneket a bolygópusztító szörnyekkel. |     |                                                                                   |                |                               |                                       |             |
| 49. | 8.  | Egy Rickulátlan elme örök csipogása (Rickternal Friendshine of the Spotless Mort) | Erica Hayes    | Albro Lundy                   | 2021. augusztus 8. 2021. október 6.   | 0,83 millió |
| Rick elhatározza, hogy bejut Madárszemély tudatába, hogy rájöjjön, miért is nem sikerült magához térítenie őt minden próbálkozása ellenére. Odabent Madárszemély korábbi emlékeiből kiderül, hogy ő és Rick eltávolodtak egy időben egymástól, mikor Rick megvallotta, hogy érez, és hogy az életnek nincs igazi értelme, ha az ember a portálvetővel végtelen világegyetembe juthat el. Az is kiderül számára, hogy Madárszemélynek és Tammynek van egy közös gyereke, akiről a Föderáció is tudott. Rick saját "emlékmásával" együtt végül eljut a központi tudatba, ahol Madárszemély, mit sem sejtve Tammy későbbi árulásáról, nagyon boldog. Azonban Tammy és Főnixszemély későbbi emlékei rajtuk ütnek és alig tudnak megmenekülni - miközben a Tammy-emlék megvallja, hogy jobban szerette őt a Föderációnál. Madárszemély végül magához tér a valódi világban, de dühös Rickre, amiért nem szólt a gyerekéről, és elindul, hogy megkeresse őt. Eközben Rick a saját emlékeiben meglátja fiatalkori önmagát is. A stáblista utáni jelenetben a Föderáció által őrzött gyermek brutálisan lemészárolja a cellatársait. |     |                                                                                   |                |                               |                                       |             |
| 50. | 9.  | Azok a csodálatos portál fiúk (Forgetting Sarick Mortshall)                       | Kyounghee Lim  | Siobhan Thompson              | 2021. szeptember 5. 2021. október 6.  | 0,91 millió |
| Morty a portálvető segítségével helyrehozza Rick számos hülyeségét, ám a készülék üzemanyaga fogyóban. Odahaza véletlenül a kezére önt belőle egy keveset, és megnyílik egy eltávolíthatatlan portál, melynek vége egy Nick nevű fickó lábán van. Barátok lesznek, Morty pedig segít neki kiszabadulni az elmegyógyintézetből, ahová Rick záratta. Bár eleinte portálfiúkként szuperhősként viselkednek, Morty hamar megretten Nick erőszakos természetétől, ezért levágja egy vonattal a saját kezét, amit a Nick lábán lévő portálba dob, ezzel megsemmisítve magát Nicket is. Ezalatt Rick, hogy megmutassa Mortynak, mennyire pótolható is ő, két varjúval kezd el kalandozni, akiktől végül egy emberszabású varjak lakta bolygón akar megszabadulni. Később mégsem teszi ezt, és amikor egy félreértés miatt az intelligens varjak meg akarják semmisíteni a Földet, Ricknek segítenek a madarai. Rick ezt látván megérti, hogy a két varjú több, mint Morty pótlékai, ezért elhatározza, hogy felszámolja a régi életét és elmegy a madaraival. A stáblista utáni jelenetben Rick szemétevő szörnyéről kiderül, hogy valójában orvos, és hogy a felesége alantasnak találja a munkát, amit a képzettsége ellenére végez. |     |                                                                                   |                |                               |                                       |             |
| 51. | 10. | Rick és két varjú (Rickmurai Jack)                                                | Jacob Hair     | Jeff Loveness és Scott Marder | 2021. szeptember 5. 2021. október 6.  | 0,94 millió |
| Rick és a varjai egy anime-stílusú világban harcolnak, mint szamuráj és madarai, mígnem az egyik ellenfele jól át nem ejti őt. Morty egy szérum segítségével negyvenévesnek öregíti magát, hátha így fel tudja hívni magára nagyapja figyelmét. Végül Rick visszatér a régi életéhez és Mortyval elmennek a Citadellába, ahol Morty elnök akar velük találkozni. Az elnök elmondja mestertervét: Rick agyának elemzésével megtalálta a kiutat abból a végtelen számú univerzumból, ahol Rick a világ legokosabb embere. Visszaemlékezésekben láthatjuk, hogy Rick feleségét és Beth-t megöli egy másik univerzumból érkező Rick, aki után indul, hogy bosszút álljon rajta szerettei haláláért. Nem jár sikerrel, ezalatt cinikus alkoholistává válik, aki ellen a többi Rick szövetkezik. De miután nem tudják legyőzni, kompromisszumos megoldásként létrehozzák a Citadellát, lezárják az univerzumok kijáratát, Rick maga pedig az egyik apa nélkül élő Beth mellé költözik, mintha az igazi lányához menne vissza. Ráadásul annak érdekében, hogy mindig legyen elég Mortyja, úgy manipulálta a különböző világok Jerryjeit és Beth-jeit, hogy jöjjenek össze. Morty elnök meghackelte az összes portált a Citadellában, így ahány ember csak beleugrik, mind szörnyethal, és a vérük üzemanyaggá válik az univerzum elhagyása érdekében. A Citadella elpusztul, és a világok közti zár is, így már nem Rick a legokosabb lény valamennyi létező univerzumban. Morty elnök felszabadultan lép át egy sárga portálon, egy ismeretlen világba. A stáblista utáni jelenetben Kakiskuki úr kezd egy hosszabb monológba: a legutóbbi évad óta elvált, és egy sor dolgot megkérdőjelez az életben. |     |                                                                                   |                |                               |                                       |             |

### 6. évad (2022)
| Sor. | Év. | Cím                                                                                  | Rendező             | Író                   | Premier                                   | Nézettség   |
| --- | --- | ------------------------------------------------------------------------------------ | ------------------- | --------------------- | ----------------------------------------- | ----------- |
| 52. | 1.  | Solaricks (Solaricks)                                                                | Jacob Hair          | Albro Lundy           | 2022. szeptember 4. 2022. szeptember 5.   | 0,66 millió |
| Űr-Beth megmenti Ricket és Mortyt a Citadella romjai közül. Mivel a portálvető nem működik, Rick megkísérli "újraindítani" az abban lévő zöld folyadékot, azonban ehelyett pont fordítottan működik a dolog: Rick, Morty és Jerry is visszakerülnek az eredeti dimenzióikba. Summer, Beth és Űr-Beth erednek a nyomukba, hogy megmentsék őket. Rick kitör a saját dimenziójából, ahol a felesége számítógépbe ültetett tudata cinikusan beszél vele. Elindul Mortyért, aki a "cronenbergizált" világ utolsó túlélőjével, Jerryvel találkozik, aki megkeseredett és mindenért őt hibáztatja. Rick magával viszi Mortyt, majd kiderül számára, hogy az ő Mortyjának eredeti Rickje volt az (Fő Rick), aki felelős volt a lánya haláláért. Ezután összeszedik Jerryt is, majd visszatérnek az eredeti dimenziójukba, ahol Jerry véletlenül elszabadítja Rick egyik lényét, Mr. Frundles-t, aki felzabálja az egész Földet és eggyé válik vele. Ahelyett, hogy visszacsinálná, Rick inkább keres egy olyan dimenziót, ahol az egész család halott, és átveszik az ő helyüket. A stáblista utáni epizódban a Cronenberg-világ Jerryjét felkeresi Fő Rick, Morty után kutakodva. Jerry a szövetségét ajánlja fel, de Fő Rick ebből nem kér, ezért megpróbálja átvágni a torkát. Sikertelenül, mert a sérülése beforr, ő pedig végez Jerryvel. |     |                                                                                      |                     |                       |                                           |             |
| 53. | 2.  | Mortymilliárdok nyomában (Rick: A Mort Well Lived)                                   | Kyounghee Lim       | Alex Rubens           | 2022. szeptember 11. 2022. szeptember 12. | 0,60 millió |
| Rick, Morty és Summer épp egy űrjátékteremben múlatják az időt, amikor űrterroristák foglalják el a helyet. Morty tudata bennragad a "Roy" nevű játékban, és széttöredezik: ötmilliárd különböző emberbe kerül. Rickre vár a feladat, hogy valahogy kimentse, ezalatt pedig Summerre bízza a terroristákat, akik a Die Hard című film trükkjeiből inspirálódtak. Summer, aki sosem látta a filmeket, könnyűszerrel felveszi velük a harcot. Rick sikeresen meggyőzi a játékban lakók 92 százalékát, hogy hagyják el azt, de 8 százalék bunkónak tartja Ricket és inkább maradna a szimulációban. Morty egyik itteni alteregója, Marta arra kéri Ricket, hogy mondja azt, hogy szereti őt, és akkor hátha sikerrel jár, de Rick habozik kimondani. Évtizedek telnek el (a valóságban mindez csak pár pillanat), és Marta, aki megöregszik, Rick ellen kezd háborúzni, de végül kiszáll, amikor azt látja, hogy a harcoló felek is mind megöregedtek, és az ő gyerekeik is Rickhez csatlakoznak. Rick Marta kivételével mindenkit kivisz a játékból, a gép viszont bekapcsolva marad, hogy Marta nyugodtan élhesse le hátralévő életét. A stáblista utáni jelenetben a Die Hard 3-at megidézve a terrorista testvére bosszankodik, hogy miért nem válik be a nyakában az "Utálok mindenkit" feliratú táblát tartó ember trükkje. |     |                                                                                      |                     |                       |                                           |             |
| 54. | 3.  | Majd megBethnek egymásért (Bethic Twinstinct)                                        | Douglas Einar Olsen | Anne Lane             | 2022. szeptember 18. 2022. szeptember 19. | 0,55 millió |
| Űr-Beth megérkezik Hálaadásra. Ő és Beth közösen elfogyasztanak egy üveg vénuszi bort, aminek hatására először csak flörtölni kezdenek egymással, majd szeretkezni is. Summer és Morty hamar felfedezik ezt, és hogy ignorálják a dolgot, inkább a Rick által szerzett, realisztikus videojátékgépen játszanak. Később Rick is rájön, és virágnyelven azt mondja a lányának, hogy bár ő is csinált hasonló dolgokat, a lényeg, hogy ne menjen a család rovására. Közben Summer és Morty Jerry miatt aggódnak, mert ő korábban közölte, hogy öngyilkos lesz, ha Beth megcsalja. Űr-Beth bevallja a dolgot neki, mire Jerry összegömbölyödik, mint egy óriási ászkarák (ez egy önvédelmi mechanizmus, amit Rick akkor épített neki, mikor mindketten tökrészegek voltak). A héj kinyithatatlan, csak Jerryn múlik, mikor jön elő. A két Beth erre töröltetni akarja az emlékeit (amivel csak a maguk részéről oldanák meg a problémát). Jerry ezt hallva visszaalakul, és úgy dönt, elhagyja Beth-t. Mikor Űr-Beth rájön, hogy egyébként csak az zavarja Jerryt, hogy mindez az ő jóváhagyása nélkül történt, végül rábeszéli egy édeshármasra. Ezalatt Mortyék próbálják a Hálaadást ünnepelni, a szex háttérzaja miatt igen nehezen. Később Űr-Beth elutazik, Rick pedig megszabadul az üveg bortól. A stáblista utáni jelenetben egy Jerry próbál meg bejutni Jerryboriba, azzal a céllal, hogy saját magával flörtöljön, ott azonban már készen állnak erre. Ezért egy sikátorban találkozik egy másik Jerryvel, akivel csak egy puszit vált, majd távozik.                                                                                                   |     |                                                                                      |                     |                       |                                           |             |
| 55. | 4.  | Éjjeli család (Night Family)                                                         | Jacob Hair          | Rob Schrab            | 2022. szeptember 25. 2022. szeptember 26. | 0,60 millió |
| Rick szerez egy gépet, aminek köszönhetően önkéntes alvajáró lehet, és az úgynevezett éjjeli személye elvégzi helyette azokat a dolgokat, amiket nappal semmi kedve megtenni. A család többi tagja is szeretne ebből részesülni, így amíg alszanak, éjjeli személyeik álmukban házimunkát végeznek, nyelveket és hangszeres zenét tanulnak, vagy éppen kigyúrják magukat - kivéve Jerryt, aki csak levelezik a saját éjjeli személyével. Egy alkalommal Jerryn keresztül megüzeni Éjjeli Summer, hogy szeretné, ha Rick beáztatná a tányérokat, mielőtt ő elmosogatná őket. Rick ahelyett, hogy segítene, csak még nagyobb disznóólat csinál. Ezért az éjjeli személyek, Summer vezetésével, építenek az Éjjeli Rick közreműködésével egy hatalmas gépet, amivel a nappali énjeiket az uralmuk alatt tudják tartani. A család Éjjeli Jerry segítségével, aki az igazi Jerry barátja, megpróbál minél messzebb szökni otthonról, hogy kikerüljenek a gép hatósugarából, ám folyamatosan harcolniuk kell a másik énjükkel. Végül az éjjeliek győznek, miután Rick a biztos vereség tudatában sem hajlandó felajánlani, hogy segít a mosogatásnál. A stáblista utáni és alatti jelenetben látható, ahogy az éjjeli személyek különféle kedvteléseikre költik a család pénzét, emiatt teljesen tönkremennek. Ahelyett, hogy szembenéznének a következményekkel, Éjjeli Rick inkább megsemmisíti a gépet, aminek hatására felébred a család. |     |                                                                                      |                     |                       |                                           |             |
| 56. | 5.  | Végső vágyállomás (Final DeSmithation)                                               | Douglas Einar Olsen | Heather Anne Campbell | 2022. október 2.                          | 0,58 millió |
| A család egy kínai étteremben ebédel, és mindannyian feltörnek egy-egy szerencsesütit. Jerryében az áll, hogy hamarosan szexelni fog az anyjával, ami miatt teljesen kétségbeesik. Mivel Rick a tudományos vizsgálatai során is arra jut, hogy a dolgok valahogy tényleg efelé a végzet felé mutatnak, elhatározza, hogy Jerryvel együtt megnézi a sütigyárat. Felfedezi, hogy egy Lockerean nevű idegen lény székletéből készülnek a sütik, amelyek tényleg képesek megváltoztatni a sorsot. Jerryé az élőlény gondozójának egyik machinációja miatt került be a többi közé, ő pedig mintegy véletlenül húzta ezt ki. A cég elnöke, Jennith Padrow-Chunt ráküldi az őreit Rickre, egyben előkeríti Jerry anyját, hogy teljesüljön be a sorsa, ugyanis egyetlen kívánság sem maradhat beteljesületlen. Mivel azok az emberek, akiknek nem teljesült a vágya, kvázi halhatatlanok, Rick pajzsként használja Jerryt, majd teljesíti Jennith vágyát azáltal, hogy őt teszi a világ első számú üzletasszonyává. Mivel ezután sebezhetővé válik, megeteti őt a Lockerean-nel. Még mielőtt bekövetkezne, még azt is megakadályozza Rick, hogy Jerry szexeljen az anyjával. A történtek után az utolsó megmaradt szerencsesütit arra használja Jerry, hogy Ricknek adja, benne azzal a felirattal, hogy szerzett egy új barátot., ami miatt Rick dühöngeni kezd, mert neki az volt a beteljesületlen kívánsága, hogy barátokat szerezzen, és így többé már nem sebezhetetlen. A stáblista utáni jelenetben a család többi tagja látható, akik állatkertbe mentek, és egy videót látnak arról, hogy milyen szörnyűségekkel jár, ha a látogatók megeszik a zebraeledelt. |     |                                                                                      |                     |                       |                                           |             |
| 57. | 6.  | Jurassic Rick (JuRicksic Mort)                                                       | Wesley Archer       | Dan Harmon            | 2022. október 9. 2022. október 10.        | 0,54 millió |
| Dinoszauruszok értelmes, technológiailag fejlett csapata érkezik vissza a Földre, azt állítván, hogy ez a korábbi otthonuk, és ezidáig világok között utazgatva terjesztették a békét és a fejlődést. A világ összes kormánya abbahagyja a munkát, és rájuk bízza a bolygó igazgatását, aminek köszönhetően egy utópia jön létre,. ahol nincs munka. De rengeteg ember, köztük az amerikai elnök is rendkívül frusztrált a felelősség teljes hiánya miatt, ezért felajánlja Ricknek, hogy vezetheti a következő Oscar-díjátadót, ha segít megszabadulni a dínóktól. Rick és Morty meglátogatják a dinoszauruszok által felemelt más civilizációk bolygóit, és felfedezik, hogy mindegyikben van valami közös: egy hatalmas meteoritkráter. Rick rájön, hogy a dinoszauruszok pacifizmusa kitermelte a maga totális ellentétét: öngyilkos hajlamú értelmes aszterodiákat. Mivel a dínók még önvédelemből sem hajlandóak erőszakot alkalmazni, de az emberek kiutálják őket, úgy döntenek, hogy a Marsra mennek, hogy magukra vonják az aszteroidát. Rick az Oscar-díj átadóját kell, hogy otthagyja, hogy egy kis agressziót verjen beléjük. Ezek után Rick úgy dönt, hogy megjavítja a portálvetőt, és újra kalandozni indul Mortyval. A stáblista utáni jelenetben a dinoszauruszok egy másik bolygóra mennek, ahol gördeszkáznak a meteoritkráterekben. |     |                                                                                      |                     |                       |                                           |             |
| 58. | 7.  | Támad a Meta (Full Meta Jackrick)                                                    | Lucas Gray          | Alex Rubens           | 2022. november 20. 2022. november 21.     | 0,51 millió |
| Miután átjutnak a "negyedik falon" keresztül a meta-világba, ahol minden kitalált karakter létezik, Rick és Morty a Sztori Lord csapdájába sétálnak. Sztori Lord ellopja Rick portálvetőjét, hogy a valódi világba jutva találkozhasson a teremtőjével, Jannal. Ezalatt Rick és Morty egy erődbe próbálnak bejutni, hogy hazatalálhassanak, sikertelenül. Joseph Campbell menti meg őket, aki segít nekik visszajutni a világukba, miközben Sztori Lord Jan segítségével épít egy gépet, ami elszívja az emberek motivációját és magába csatornázza. Rick megküzd Sztori Lorddal, akit csak azután tud legyőzni, hogy Morty és Campbell szelleme meggyőzik arról Jant, hogy helytelen, amit csinál. Jan végez a teremtményével, ám nem sokkal később új történetbe fog, Campbell őszinte bánatára. A stáblista utáni jelenetben egy újabb kitalált lény, Végember üt-vág idegeneket, rendőröket és katonákat. |     |                                                                                      |                     |                       |                                           |             |
| 59. | 8.  | A lét elvizelhetetlen könnyűsége (Analyze Piss)                                      | Fill Marc Sagadraca | James Siciliano       | 2022. november 27. 2022. november 28.     | 0,53 millió |
| Rick már nagyon unja, hogy folyton a rá támadó szupergonoszokkal kell harcolnia, ezért Dr. Wong, a pszichológus segítségét kéri. Ő azt ajánlja, hogy egyszerűen csak ne foglalkozzon velük. Később otthon egy másik szupergonosz, Pisamester provokálja őt, ám miután Summert zaklatja, Jerry lesz az, aki szembeszáll vele és alaposan helybenhagyja. A dolognak hamar híre megy, és Jerry Flamingóapa néven híres hős lesz. Intergalaktikus hősöktől kap egy mágikus gömböt, Rick pedig a kérésére épít neki egy szerelést, amivel ki tudja használni az erejét. Ricket ez roppantul frusztrálja, bár Dr. Wong szerint éppen hogy felszabadult a kötöttségei alól. Azt, hogy megalázzák Pisamestert, csak addig élvezi, míg meg nem találja az otthonában öngyilkosságot elkövetett gonoszt, aki egy búcsúlevélben Jerryt hibáztatja. Mikor Pisamester lánya sírva jelenik meg az apja háza előtt, Rick elhatározza, hogy a nevében követ el hőstetteket, majd "önfeláldozza" magát, hogy hősként emlékezzenek rá. Közben az intergalaktikus hősök tanácsa is hall ezekről, és egy helyet ajánlanak fel Pisamesternek a tanácsban, ahová Jerrynek kell meghívnia. Jerry erőszakosan próbálkozik ezzel, miközben rájön, hogy Rick van a jelmezben. Miután a tanács látta a módszereit, kiteszi Jerryt, Rick pedig azt hazudja neki, hogy mindvégig ő volt Pisamester, csak hogy ne érezze magát még rosszabbul. Morty azonban megtalálja az igazi Pisamester búcsúlevelét, és a család tudomására hozza. A stáblista utáni jelenetben a tanács Mr. Nimbuszt akarja felvenni soraiba.                                                                           |     |                                                                                      |                     |                       |                                           |             |
| 60. | 9.  | Üdv néked, Mortur Nagykirály! (A Rick in King Mortur's Mort)                         | Jacob Hair          | Anne Lane             | 2022. december 4. 2022. december 5.       | 0,53 millió |
| Miközben egy űrbeli büfé előtt állnak a sorban, Morty szóba elegyedik két lovaggal, akik közül az egyik átadja neki a kardját, tisztelete jeléül. Miután ezután rituálisan öngyilkos lesz, társai magukkal viszik a Napra, a Nap Lovagjainak rendjéhez. Hogy csatlakozhasson, rituálisan le kellene vágni a péniszét, amit nem akar megtenni. Rick menti ki szorult helyzetéből, és megküzd a királlyal, akit legyőz, így őt választják meg új uralkodónak. Ő ezzel nem akar élni, sőt meggyőzi a Nap Lovagjait, hogy mindaz, amit eddig hittek, ostoba hiedelem. A lovagok elhagyják posztjukat, és a Napjogart, ami körül hitük szerint kering az összes bolygó. Morty tudtán kívül ezzel egy háborút idéz elő a Naprendszerben, ami a jogarért folyik. Hogy megbékítse őket, felajánlja, hogy levágja a péniszét a lovagok előtt, és abban bízik, hogy Rick segít neki, hogy igazából ne kelljen. Csakhogy a ceremónia csalásbiztos, ezért menekülőre fogják, és mindenki úgy tudja, hogy bezuhantak a Napba - Morty áldozatának hála pedig eltörlik a barbár szokásaikat. A stáblista utáni jelenetben az űrbüféstől lefoglalják a rendőrök a hot dog-virslire hasonlító lényeket, majd szabadon engedik őket. |     |                                                                                      |                     |                       |                                           |             |
| 61. | 10. | Repül a fénykard, Rick tudja, hol áll meg (Ricktional Mortpoon's Rickmas Mortcation) | Kyounghee Lim       | Scott Marder          | 2022. december 11. 2022. december 12.     | 0,49 millió |
| Karácsonyra Rick mindenkinek jó ajándékot ad, Morty pedig egy fénykardot kap a Star Wars-ból. Véletlenül teljesen függőlegesen ejti el, így az elindul a Föld magja felé, ami a bolygó pusztulásával járna együtt. Miközben a kard nyomában járnak, kiderül, hogy az igazi Rick helyettesítette magát egy robottal, miután Morty unalmasnak nevezte őt, és a robot kedveskedett a családnak. Az amerikai elnök vezetésével Morty megakadályozza a tragédiát, de az elnök váratlanul lenyúlja a kardot. Amikor aztán ő is beleállítja a Földbe azt, a Smith család a robot-Rick segítségével szerzi azt vissza, majd Morty szembeszáll vele és a robotjaival. Végül az igazi Rick menti meg mindannyiukat, egyben közli Mortyval, hogy megtalálta a nemezisét, és hogy a hetedik évad az utána történő nyomozásról fog szólni. A stáblista utáni jelenetben a kigyúrt Kakiskuki úr mesél arról, hogy az asszonnyal való szakítása után a testépítésbe menekült búfelejtésként, de úgy tűnik, nem igazán vált be. |     |                                                                                      |                     |                       |                                           |             |

### 7. évad (2023)
| Sor. | Év. | Cím                                                                 | Rendező       | Író                           | Premier                               | Nézettség   |
| --- | --- | ------------------------------------------------------------------- | ------------- | ----------------------------- | ------------------------------------- | ----------- |
| 62. | 1.  | Kuki úr a pácban (How Poopy Got His Poop Back)                      | Lucas Gray    | Nick Rutherford               | 2023. október 15. 2023. október 16.   | 0,42 millió |
| Kakiskuki úr egy jó ideje a Sanchez-házban él, miután a házassága tönkrement, ami nagyon idegesíti a családot. Megkérik Ricket, hogy dobja ki, de ő először inkább feltalál egy Robotszellem nevű karaktert, hogy az segítsen megoldani a problémát, majd annak kudarcakor úgy dönt, hogy összeszedi a barátait, hogy szervezzen egy "közbeavatkozást". Elmegy Fogasfejhez, Squanchyhoz, Madárszemélyhez, és a szomszéd Gene Gilliganhez, hogy segítsenek. Elmennek egy bárba, ahol Kakiskuki úr hálálkodni kezd, hogy emlékeztek a születésnapjára. Bulizni kezdenek, majd találkoznak az egyik helyen Hugh Jackmannel, aki áthívja őket magához. A kábítószerrel felturbózott buli hevében Kakiskuki úr felfedi, hogy pontosan tudta, hogy közbelépést akarnak neki szervezni, és nincs is születésnapja. Hugh Jackman rábírja mindannyiukat, hogy menjenek el Amyhez, az exnejéhez, és segítsenek visszaszerezni. csakhogy a nő Gul'karnával van együtt, egy Ragadozó magánnyomozóval, akit épp hogy Kakiskuki úr állított rá a nejére. Verekedni kezdenek, Kakiskuki úr azonban megbékül a helyzettel, és elhatározza, hogy továbblép. Csakhogy Hugh Jackman fejbevágja a Ragadozót egy Grammy-díjjal, amit ő nyert, amitől az eszméletlenül terül el. A stáblista utáni jelenetben Gene Gilligan bekapcsolva felejtett fűnyírótraktora látható, ami elpusztította az egész világot. A seriff utolsó töltényeivel próbálja megállítani, sikertelenül, és őt is bedarálja a gép, ami másfél méterrel később megáll, mert kifogyott belőle az üzemanyag. |     |                                                                     |               |                               |                                       |             |
| 63. | 2.  | Nem férek a fejedbe (The Jerrick Tra)                               | Kyounghee Lim | Albro Lundy & James Siciliano | 2023. október 22. 2023. október 23.   | 0,47 millió |
| Rick és Jerry összevesznek azon, hogy Rick vajon az intelligenciájával együtt született vagy sem. Hogy Rick bizonyítsa a saját igazát, tudatot cserél Jerryvel. Csakhogy a Jerry testébe került Rick rémületében öngyilkos lesz, a Rick fejébe került Jerry pedig véletlenül megöli magát. Rick orvosrobotja helyrehozza őket, de tökéletlenül, és így mindkettejük testébe az elméjük furcsa keveréke kerül. Ezalatt Mortyt idegen gengszterek ejtik foglyul, ám amikor megtudják, hogy Rick unokája, bocsánatot kérnek tőle és felhívják a nagyapját. Rick és Jerry elmennek Mortyért, de összevesznek, és emiatt a gengszterek rájuk támadnak. Hazajutnak, és már épp visszacsinálnák az elméjüket, amikor rájönnek, hogy sokkal jobban érzik magukat ebben az állapotukban. Megszöknek és közösen keverednek mindenféle kalandokba, mialatt a gengszterek túszul ejtik a családjukat. Mikor rájönnek, hogy még mindig felelősek a családjukért, egyetlen hatalmas, Jerricky nevű entitásba varrják össze magukat, és így mentik meg őket. Jerricky ezután el akarja hagyni a családot, de ők erőszakkal ráveszik őket, hogy váljanak szét, és ezután ugyanúgy cseszegetik egymást. A stáblista utáni jelenetből kiderül, hogy Emlék Rick az "Egy Rickulátlan elme örök csipogása" című részből csapdába esett Jerry tudatában, és nem tud megszökni, mert Jerrynek a technikáról való sekélyes ismeretei miatt itt minden berendezés belsejében fogaskerekek és rugók vannak. |     |                                                                     |               |                               |                                       |             |
| 64. | 3.  | Air Force Wong (Air Force Wong)                                     | Jacob Hair    | Alex Rubens                   | 2023. október 29. 2023. október 30.   | 0,36 millió |
| Curtis elnök felkeresi Ricket, hogy segítsen neki bejutni Virginiába, mert sejtése szerint az egész államot uralma alá vonta egy szekta. Csakhogy a csapatba beválogatja Dr. Helen Wongot, Rick pszichoterapeutáját, ami miatt Rick azt gyanítja, hogy az egész csak arról szól, hogy bevágódjon a nő előtt és randira hívja. Kiderül, hogy az egész államot Harmony, a kollektív tudat, Rick régi szeretője vette uralma alá. Rick közli vele, hogy megszegte az egyezségüket, azaz hogy nem jön a Földre, mire Harmony közli, hogy hallotta, hogy a nemezis Rickjét üldözi, és aggódott miatta. Curtis elnök egy búrával leválasztja Virginiát Amerikáról, így Harmony irányítása alól is kikerülnek. Harmony elmegy, de figyelmeztet mindenkit, hogy amíg nem kezelik az embereket, addig esendőek és bármikor bárki befolyása alá kerülhetnek. Miután Dr. Wong otthagyja az elnököt, közölve vele, hogy kezdenie kell valamit azzal, hogy kényszeresen foglalkozik az elismertségével, Curtis elnök úgy dönt, hogy maga lép Harmony helyére. Elfoglalja Virginiát, majd lassan az egész országot, hogy mindenkibe "belehányva" a tudatát 100 százalékos népszerűségi indexet érjen el. Ricknek muszáj Dr. Wong segítségét kérnie, hogy meggyőzze Harmonyt: segítsen megállítani az elnököt. Az események hatására végül az elnök is belátja, hogy terápiába kellene mennie. A stáblista utáni jelenetben egy Szurka úr nevű tévés műsorvezetővel készít interjút a Larry Kingre emlékeztető Gary, aki megkérdezi arról, mit gondol arról, hogy 58 ezer ember halt már meg a műsora közben, mert a végtagjai helyén éles fegyverek vannak. Szurka úr szerint a nézők önként jelentkeznek az adásaiba, ráadásul ingyenreklámot is csinál vele magának. |     |                                                                     |               |                               |                                       |             |
| 65. | 4.  | Bús alakokból falatok (That's Amorte)                               | Lucas Gray    | Heather Anne Campbell         | 2023. november 5. 2023. november 6.   | 0,44 millió |
| Rick ízletes spagettit szolgál fel a családnak, amiről Morty véletlenül kideríti, hogy egy olyan bolygóról származik, ahol az öngyilkosok belső szervei spagettivé változnak. Bűntudata lesz, és egy temetésen be is vallja az igazat az ottaniaknak. A bolygó elnöke azonban másképp látja ezt: legalizálja az öngyilkosságot, emiatt tömegével halnak meg az emberek, a spagetti pedig a bolygó legfőbb exportcikke lesz galaxis-szerte. Ez egy idő után civilizációs katasztrófával kezd el fenyegetni, ezért Rick különféle megoldásokat próbál kieszelni, mind sikertelenül. A megoldása végül az lesz, hogy az utolsó embert, aki halálos beteg, és hajlandó öngyilkos lenni, élő adásban segíti át a halálba. A bolygószerte bemutatott közvetítés során láthatóvá válik annak az embernek az egész élete, aminek hatására mindenki elszörnyed és elhányja magát, a spagettibiznisz pedig véget ér. Aznap este Rick Salisbury steak-et szolgál fel a családnak, közölve, hogy ennek a forrása még borzalmasabb, mint a spagettié, szóval ne kérdezzenek semmit. A stáblista utáni jelenetben egy értelmes porszívók lakta bolygón egy ugyanilyen felvételt nézhetnek végig a gépek, ahogy egy növényszerű lényből veszik ki a porzsákokat, amitől mindannyian port kezdenek el hányni magukból. |     |                                                                     |               |                               |                                       |             |
| 66. | 5.  | R mint Rickbosszú (Unmortricken)                                    | Jacob Hair    | Albro Lundy & James Siciliano | 2023. november 12. 2023. november 13. | 0,46 millió |
| Az epizód Gonosz Morty háttértörténetével indul: miután lerészegítette a Rickjét, a szolgájává változtatta őt, kialakítva így a sorozat történetéül szolgáló eseményeket. Visszavonultan éldegél, azonban Rick és Morty rátalálnak a Fő Rick utáni kutatás közben és megzavarják. Mindhármukat elfogja Fő Rick, és egy olyan csapdába zárja őket, ahol a feleségüket vesztett Rickek vannak. Miután túléltek egy gladiátormérkőzést a többi Rick ellen, megtalálják Fő Ricket, aki egy különleges eszközt épített, mellyel bárkit ki lehet törölni az összes létező univerzumból. Az erejét rögtön demonstrálja is egy "családtagon", Lassú Bátyón. Gonosz Morty végül lefegyverzi Fő Ricket, ellopja tőle az eszközének a tervrajzait majd deaktiválja azt, és megengedi Ricknek, hogy agyonverje Fő Ricket. Miután hazatérnek, úgy tűnik, Rick elvesztette életének célját. A stáblista utáni jelenetben Lassú Bátyót több univerzumban keresi a felesége, mindhiába. Végül találkozik egy idegennel, aki ugyanúgy vesztette el a feleségét, mint ő, és összeházasodnak. |     |                                                                     |               |                               |                                       |             |
| 67. | 6.  | Klip és Morty (Rickfending Your Mort)                               | Jacob Hair    | Cody Ziglar                   | 2023. november 19. 2023. november 20. | 0,40 millió |
| Ricknek semmi kedve új kalandra menni, ezért Morty úgy dönt, beváltja az erre az alkalomra kitalált kalandkártyáit. Mivel Rick gyanakodni kezd, hogy Morty hazudik arról, hogy hány kalandon is voltak már összesen, segítségül hív egy mindent látó és rögzítő különleges, értelmes szikladarabot, a Megfigyelőt. Miközben leellenőrzi a kártyák valóságtartalmát, mind neki, mind Mortynak kezd elege lenni abból, hogy a Megfigyelő az egész életüket klipek formájában mutogatja, ezért elzavarják. Csakhogy visszatér, és ezután az egész Smith-családot kezdi el bosszantani, hogy részleteket mutat nekik életük legkínosabb pillanataiból. Morty elveszíti a türelmét és fellöki őt, így egy busz alá zuhan, összetörik és meghal. A Megfigyelők bírósága elé kerülnek Rickkel, ahol jogászkodás kezdődik arról, hogy ők jók vagy rosszak. Végül halálra ítélik őket, de Rick megszerezte a rögzítő technikájukat, és megmutatja nekik, hogy ők se jobbak náluk, sőt elég önzőek. A Megfigyelők emiatt összevesznek egymással. A zűrzavart kihasználva Rick és Morty megszöknek, Rick pedig elmegy egy kalandra Mortyval. A stáblista utáni jelenetben egy korábban bemutatott klip folytatódik: Rick életre keltette Morty churrosát, azon az áron, hogy halhatatlan lett. Mikor Morty megszabadult tőle, egy lakatlan bolygón hagyta, ő pedig bosszúért kiáltott. Most pedig egy fenyegető üzenetet talál az iskolai öltözőszekrényében. |     |                                                                     |               |                               |                                       |             |
| 68. | 7.  | Kész Kuatasztrófa (Wet Kuat Amortican Summer)                       | Kyounghee Lim | Alex Song-Xia                 | 2023. november 26. 2023. november 27. | 0,49 millió |
| Summer kap egy kütyüt Ricktől, amivel csúszkákon tud állítani a tulajdonságain - így akarja egy buliban lenyűgözni a fiúkat. Morty irigykedni kezd és el akarja tőle venni, a dulakodásban pedig mindketten beesnek egy medencébe. A víz hatására a berendezés rövidzárlatot kap, Summer és Morty fuzionálnak, Morty pedig "Kuatóvá" válik (a "Total Recall - Az emlékmás" című film után). Rick sértettségből nem hajlandó visszacsinálni őket, amíg Summer nem tesz meg mindent neki, amire kéri. Summer ehelyett elmegy egy klubba, ahol ugyanilyen Kuatóval rendelkező emberek buliznak, a hely tulajdonosa pedig Kenneth. A férfi igazából egy Kuato-csempész hálózatot üzemeltet, és miután elkábította Summert, kivágja belőle Mortyt, hogy eladja az érte legtöbbet ígérőnek. Summer és Rick együtt indulnak Morty nyomába; Summer "megnyitja az elméjét" (amire Morty egyfolytában kérte), hogy megtalálhassa az öccsét, aki Kenneth jachtján van. Egy rövid harc után (amelyben kiderül, hogy Kennethet a Kuatójának a Kuatójának a Kuatója irányította) vízbe fojtják a férfit, majd megszerzik tőle a lábakkal rendelkező robotikus közlekedőeszközt Mortynak. Az epizód végén Morty ennek segítségével nyeri meg csapatának a frolt-bajnokságot, amivel Summer visszanyeri a barátai megbecsülését. A stáblista utáni jelenetben a "Nyerd meg az életed" című sorozat paródiájaként egy idegen lény látható, aki még mindig várja Kenneth-et, hogy leszállítsa neki a Kuatóját, majd ő és a két barátja a 69-es számmal poénkodnak. |     |                                                                     |               |                               |                                       |             |
| 69. | 8.  | A számeriták támadása - A film (Rise of the Numbericons: The Movie) | Lucas Gray    | Rob Schrab                    | 2023. december 3. 2023. december 4.   | 0,38 millió |
| Az epizód a "Gyere svungizni" stáblista utáni jelenetének folytatása. Víz-T harcba száll a számeritákkal, akik lerohanták Ábécédium bolygóját. Apjától, Magma-Q-tól, annak halála előtt megörököl egy I alakú medált, amely a harmóniát jelképezi. Mivel nem érti, mi van ráírva, régi matektanára, Mr. Goldenfold segítségét kéri. Csakhogy Hatborzongató Hetes egy számerita csapattal a nyomában van, ezért Víz-T, Mr. Goldenfold és Morty menekülni kényszerülnek. Az egyenlet megfejtésével eljutnak az E-10 bolygóra, ahol sejtésük szerint a betűket teremtő isten lakozik. Hatborzongató Hetes útközben rájuk támad, és mindannyian lezuhannak. Víz-T és Hetes, bár eleinte gyúlölik egymást, végül egymásba szeretnek. Hetes apja, a Nulla is megérkezik, valamint kéme, aki S-ként épült be a betűk közé, de ő valójában 8-as. 8 elárulja az uralkodót, maga aktiválja a harmónia erejét, aminek hatására ő lesz a Végtelen, és mind a betűket, mind a számokat elkezdi lemészárolni. Az epizód során végig visszatérő kérdés, hogy miért romlott meg Víz-T és Mr. Goldenfold viszonya (egy házi feladat miatt), ellentéteiket egy rapszámmal oldják fel, amiben segít nekik Magma-Q szelleme és Hetes is. Víz-T hirtelen Magma-T-vé alakul, majd a Harmónia segítségével legyőzik Végtelent. Miután létrejön a béke, Morty és Ice-T is megírják a házi feladatukat Mr. Goldenfoldnak. A stáblista utáni jelenetben megérkezik Ábécédiumra Magma-T-hez és királynőjéhez, Heteshez Jégkocka (Ice Cube, a rapper), hogy segítséget kérjen népének, a geomitronoknak. |     |                                                                     |               |                               |                                       |             |
| 70. | 9.  | Ragnarick (Mort: Ragnarick)                                         | Kyounghee Lim | Jeremy Gilfor és Scott Marder | 2023. december 10. 2023. december 11. | 0,29 millió |
| Miután kísérletképpen nyolcszor megölte Jerryt, Rick felfedezi, hogy létezik a túlvilág, amit méghozzá egy végtelen energiaforrás táplál. Mortyval Norvégiába utaznak, hogy a Valhallába juthasson - ehhez azonban Nagylábbal kell megöletnie magát, mert egy nagy harcos elleni csatában kell elesnie. Rick be is jut a Valhallába, magát Odinnak nevezve, és elkezd dolgozni az energiaforrás kiaknázásán. Váratlanul megérkezik Morty is, akit az elszabadult Nagyláb szintén megölt. A vikingek boszorkányoknak hiszik őket, és addig támadják őket, amíg végül el nem hiszik, hogy Rick valamiféle istenség. Ezalatt Nagyláb üldözőbe veszi Rick egyik elvadult klónját, amit póttestnek szánt a halála esetére. A pápa elfogatja őt és arra használja, hogy végezzek az egyház ellenségeivel. Mikor Rick és Morty visszatérnek, Nagyláb alkut köt velük, hogy megállítsák a pápát. Csakhogy a pápa maga aknázza ki a túlvilág végtelen energiáját, aminek segítségével újra és újra megöleti őket, ők pedig újabb és újabb póttestekben ébrednek (még Nagyláb is egy emberében). Mivel semmi nem használ, Rick rászedi a Valhallában a vikingeket, hogy tegyék tönkre az energiasugárzó eszközt tíz perccel azután, hogy visszatértek az életbe. A pápa elveszíti az erejét, Rick pedig csapdába ejti egy pokélabdában. Végül visszaűzik Nagylábat a vadonba, és meg is dobálják őt, pedig most már embertestben ember is szeretne lenni. A stáblista utáni jelenetben Rick egy illegális Pokémon-bajnokságon harcol a pápával, amikor a rendőrök rajtuk ütnek. Elviszik őket, és a pápa döbbenten veszi észre, hogy most a helyén a vad Rick-klón van.                                                                                            |     |                                                                     |               |                               |                                       |             |
| 71. | 10. | Félelem és rappelés lyukrafutva (Fear No Mort)                      | Eugene Huang  | Heather Anne Campbell         | 2023. december 17. 2023. december 18. | 0,45 millió |
| Rick és Morty arra a következtetésre jutnak, hogy miután annyi mindent láttak az életben, többé már semmi nem ijeszti meg őket. Egy különös öltönyös alak (aki rendkívüli módon hasonlít az "Alkonyzóna" című sorozatból Rod Serlingre) egy igazán ijesztő élményt kínál nekik, egy félelem-lyuk képében, egy Denny's étterem vécéjében. Morty úgy dönt, kíváncsi, mi van odaát, Rick pedig utánaugrik, hogy megmentse a szörnyektől. Amikor hazaérnek, egy alternatív Rick elhozza a családhoz a fiatal Dianne-t, mielőtt meghalna - ebből jönnek rá, hogy nem jutottak ki a lyukból. Akárhányszor próbálkoznak meg vele, sosem sikerül. A sokadik menekülési kísérletkor Rick azt mondja Mortynak, hogy az unokája pótolhatatlan - Morty ebből jön rá, hogy ez nem az igazi Rick, mert ő sosem ugrott volna utána. Miután rájön, hogy az igazi félelme az, hogy Rick elhagyja őt, Morty végre kijut a lyukból. Az igazi Rick egy pillanatra elcsábul, hogy ő is beugorjon, amikor meghallja, hogy Dianne is odabent volt, de meggondolja magát, és inkább kitűzi a dicsőségfalra Morty képét. A stáblista utáni jelenetben bejelentkezik Kakiskuki úr, aki elmondja, hogy ellopott Ricktől egy portálvetőt, és helyet cserélt egy olyan énjével, aki még mindig együtt van a családjával - de a felesége gyanakszik. |     |                                                                     |               |                               |                                       |             |

### 8. évad (2025)
| Sor. | Év. | Cím                                                                         | Rendező             | Író                                             | Premier                           | Nézettség   |
| --- | --- | --------------------------------------------------------------------------- | ------------------- | ----------------------------------------------- | --------------------------------- | ----------- |
| 72. | 1.  | Egy töltő és egy fél emberöltő (Summer of All Fears)                        | Fill Marc Sagadraca | Jess Lacher                                     | 2025. május 25. 2025. május 26.   | 0,30 millió |
| Rick megbüntette Mortyt és Summert, amiért kölcsönkérték a mobiltöltőjét, de nem adták vissza neki. Egy Mátrix-szerű virtuális valóságba helyezte a tudatukat, ahol rövid idő alatt több évtized is eltelt. Miközben Morty élete kész kínszenvedés volt, mert bebörtönözték, majd a seregbe került, ahol a mobiltöltők miatt vívott háborúban elvesztette legjobb barátját, Summer sikeres üzletasszony lett, aki feltalálta a levegőn keresztüli telefontöltést. Ennek hatására végre kikerülnek a szimulációból, de mindenre emlékeznek. Rick ki akarja törölni az emlékeiket, de egyikük sem akarja ezt. Summer úgy gondolja, hogy az összeszedett tudása és bölcsessége segít neki az életben, Morty pedig a poszttraumás stressz miatt bosszút akar állni egy erőmű lerombolásával. Végül mindketten rájönnek, hogy jobb, ha semmire sem emlékeznek. A stáblista utáni jelenetben Bethre rátámadnak a nők abban a Santa Fé-i kávézóban, ahol Summer is járt. Kiderül róluk, hogy vámpírok, Beth pedig kineveti őket, amikor belehalnak a napfénybe, hogy miért költöztek akkor ennyire délre. |     |                                                                             |                     |                                                 |                                   |             |
| 73. | 2.  | Nagyfranc Cisco (Valkyrick)                                                 | Jacob Hair          | Scott Marder                                    | 2025. június 1. 2025. június 2.   | 0,47 millió |
| Űr-Beth elindul, hogy végezzen a gromflomita királynővel, anélkül, hogy az ellenállással ennek menetét leegyeztette volna. A királynő azonban már halott, mire odaér, és nem tud elmenekülni az űrhajóról sem. Rick segítségét kéri, hogy kijusson, majd apjával együtt erednek a titokzatos gyilkos nyomába. Kiderül, hogy ő nem más, mint egy őrült gromflomita tudós, aki egy furcsa gombaspóra segítségével agyatlan gyilkológéppé tudja átalakítani fajtársait, hogy a Galaktikus Föderáció újra nagy lehessen. Terve pedig az, hogy a megölt királynő helyére állított robotból permetezi szét a spórákat az anyabolygójukon. Űr-Beth is megfertőződik, a gyógyszert pedig az ő segítségével állítja elő Rick. Kényszerű szövetséget kötnek egy tábornokkal, majd Madárszemély és a lánya közreműködésével leszámolnak a veszedelemmel. A stáblista utáni jelenetben megjelenik a Rick által korábban emlegetett Cisco, aki szerfüggősége miatt teljesen megfeledkezett arról, hogy segítenie kell nekik. |     |                                                                             |                     |                                                 |                                   |             |
| 74. | 3.  | A Rick, a Morty és a Csúf (The Rick, The Mort & The Ugly)                   | Brian Kaufman       | Albro Lundy, James Siciliano és Michael Kellner | 2025. június 8. 2025. június 9.   | 0,33 millió |
| Rick és Morty a Citadella maradványait takarítják, miközben egy törmelék miatt megsérül az űrjármű. Rick kénytelen leszállni egy közeli platformon, ahol Földműves Rick fegyvert szegez rá és követeli, hogy tűnjenek el. A javítás után el is mennek, és innentől a történet Földműves Ricket követi. A Citadella romjai közt egy kis közösség jött létre felszabadult Morty-klónokból, akiket módszeresen elrabolnak a különféle Rickek, portálvető-üzemanyagért cserébe. A Mortykra Főnök Ricknek van szüksége, aki a testük kiszipolyozásával klónozni akarja őket, hogy újjáépíthesse a Citadellát. Földműves Ricket lelövik, de túléli és megkezdi bosszúhadjáratát. Habár kiderül róla, hogy ő sem jobb, mint a többi Rick (ő maga tökéletesítette a klónozást annak idején), segít a Mortyknak kiszabadulni és elküldi őket, hogy éljenek szabad életet, ahol akarnak, miközben ő felrobbantja az épülő új Citadellát, magával együtt. Az epizód végén Rick és Morty visszatérnek a platformra, ahol tévedésből azt hiszik, hogy az itteni Morty brutálisan végzett Földműves Rickkel. A stáblista utáni jelenetben két élő dobókocka, akiket a Rickek használtak egy szerencsejátékhoz, kiszabadul a romok közül és verekedni kezdenek. |     |                                                                             |                     |                                                 |                                   |             |
| 75. | 4.  | Jerry utolsó megkísértése (The Last Temptation of Jerry)                    | Douglas Einar Olsen | Heather Anne Campbell                           | 2025. június 15. 2025. június 16. | 0,38 millió |
| Jerry lelkesen készül a húsvétra, ami rajta kívül senkit nem érdekel a családból. Miután véletlenül halálra gázolja a húsvéti nyulat, fura módon ő maga kezd szép lassan átváltozni azzá. Rick és Morty felfedezik, hogy a húsvéti nyúl valójában egy biológiai fegyverként bevetett nyúlszerű idegen lény, amelyik olyan feromonokat termel, amelyek szexre kényszerítik a bolygó lakosságát, mely így túlnépesedik és kipusztul. Bárki is ölne meg egyet, azonnal átváltozik és a helyébe lép. Megpróbálják ellopni a tojást, amellyel Jerry mutációja visszafordítható lenne, de egy másik, keresztény idegen faj, akik megvetik a szexet, közbelépnek. Mire rájönnek, hogy a céljaik közösek, Jerry átváltozik, és tombolásba kezd. Végül sikerül visszaváltoztatniuk, Rick pedig hagyja, hogy a keresztény idegenek elvigyék a tojást. Ezután a család úgy dönt, hogy soha többé nem tartanak meg egyetlen ünnepet sem, hanem inkább tönkreteszik azokat. Az epizód cselekeményéből kimaradt Summer, mert ő a tavaszi szünetben elment bulizni, de annyira be voltak állva a többiekkel, hogy észre se vették, hogy eltelt egy egész év. A stáblista utáni jelenetben a keresztény idegenek vezetője, akit Jerry kettészakított a tombolása közben, visszatér a feleségéhez és közli vele, hogy most már hajlandó lenne vele szexelni, de visszautasítják.                                                                              |     |                                                                             |                     |                                                 |                                   |             |
| 76. | 5.  | Pipelt Rózsikák (Cyro Mort a Rickver)                                       | Fill Marc Sagadraca | Nick Rutherford                                 | 2025. június 22. 2025. június 23. | N/A         |
| Rick és Morty kiszúrnak az űrben egy hajót, amelynek utasai hibernációban vannak. Rick hozzá akar férni a széfhez, ami tele van kincsekkel, de Morty közbelépése miatt gyorsan el kell rejtőzniük egy hibernációs kapszulában, kirakva belőle a benne lévő halott lényt. Nem sokkal később a hajó célba ér: Rickre egy jómódú házaspár azt hiszi, hogy a fiuk, Jimmy, Morty pedig a jómódúak helyett a munkát végző csoporthoz kerül, és azt hiszik, hogy Chachacónak hívják. Ricknek imponál, hogy mennyi kedvességet kap a fogadott szüleitől, Morty viszont dühös rá, mert igazából még mindig a széf érdekli. Amikor a munkások rájönnek, hogy megszabadulhatnak a beléjük épített büntető chiptől, fellázadnak. Rick és Morty kénytelenek leleplezni magukat, és ekkor kiderül, hogy a széf már rég üres - éppen a valódi Jimmy és Chachaco pakolták ki, maguk helyére pedig egy majmot és egy másik lényt raktak. Amikor kiderül, hogy a két imposztor épp a bolygó teljes vagyonát készül eljátszani egy űrkaszinóban, megindul a versenyfutás, hogy ki szerzi vissza a pénzt. A stáblista utáni jelenetből kiderül, hogy a majom és a lény is életben maradtak, és éppen megcsinálják a szerencséjüket a kaszinóban. |     |                                                                             |                     |                                                 |                                   |             |
| 77. | 6.  | Bethjamin Button félelmetes élete (The Curicksous Case of Bethjamin Button) | Eugene Huang        | Heather Anne Campbell és Jess Lacher            | 2025. június 29. 2025. június 30. | N/A         |
| Miután Beth-nek és Űr-Bethnek egyöntetűen az a véleménye, hogy rémes az életük, Űr-Beth az egyik berendezésük segítségével mindkettejüket tízéves kislánnyá alakítja. Gyerekként mindketten erőszakosak, amivel terrorizálják a szomszéd Gene-t, mielőtt egymás ellen fordulnának. Közben Rick elviszi Mortyt, Summert és Jerryt egy Föld-tematikájú vidámparkba, és megdöbben azon, mennyire lecsökkent annak a színvonala, mióta utoljára látta. Mikor megtalálják a vidámpark létrehozóját, kiszabadítják, és elindulnak a park régi, sokkal veszélyesebb zónájába. Rick ott kell, hogy hagyja a többieket, mert Gene-től kap hangüzenetet (aki azt hiszi, hogy a 911-et hívta). Közben a vidámpark tulajdonosa elszabadítja a kabalafigurák mutáns seregét, ezért a többi családtagnak valahogy el kell menekülnie. A Földön a két Beth csapdába csalja majd megöregíti Ricket, és jól megverik. Ezután mind a hárman kibékülnek, majd visszakerülnek normális életkorukba, sokkal elégedettebben. A stáblista utáni jelenetben Rick telefonja lejátssza azokat a különböző hangüzeneteket, amiket Gene hagyott, azt gondolva, hogy a 911-nek teszi. |     |                                                                             |                     |                                                 |                                   |             |
| 78. | 7.  | Ha beránt a sztori (Ricker than Fiction)                                    | Douglas Einar Olsen | Rob Schrab                                      | 2025. július 6. 2025. július 7.   | N/A         |
| Rick, Morty és Jerry épp a Fatális Sebesség filmsorozat legújabb részét nézik, ami se Ricknek, se Mortynak nem tetszik. Hogy megmutassa, hogyan kell ezt csinálni, Rick ellopja a következő film forgatókönyvét James Gunn-tól, majd behelyezi a gépébe, amely bármely forgatókönyvből képes filmet csinálni. Több komoly átszerkesztés után a gép őket is beszippantja, és emiatt muszáj kitalálniuk egy befejezést, hogy kijuthassanak. Mortynak muszáj átvennie a filmbeli főgonosz helyét, Ricknek pedig ki kell szabadítania a vicces figurát, Tannembaumot a börtönből. Miután magukra haragítják a film főhőseit és az ellenségeket is, Jerrynek kell segítenie, aki egy üldözéses jelenet után egy szuperfegyverhez viszi őket. Az ott megrendezett zárójelenet után végre kikerülnek a gépből. A stáblista utáni jelenetben Jerry a saját maga által írt "Space Jam – Zűr az űrben 7." forgatókönyvének történetében vesz részt a gépben, miközben Summer véletlenül a gépbe teszi a saját művét, a Velociraptor-pornónovellát. |     |                                                                             |                     |                                                 |                                   |             |
| 79. | 8.  | Az út sötét anyagai (Nomortland)                                            | Fill Marc Sagadraca | Albro Lundy és James Siciliano                  | 2025. július 13. 2025. július 14. | N/A         |
| Jerrynek feltűnik, hogy egy másik Jerry reggelizik az asztaluknál. Kérdőre vonja, majd üldözőbe veszi őt. A Mooch névre hallgató másik Jerry elmondja neki, hogy ő egy utazó, aki a különféle világok házaiban hagyott féregjáratokon át utazgat. Jerryvel együtt fantasztikus kalandokra indulnak, de végül elveszítik a visszautat az eredeti dimenzióba, és egy központba jutnak, ahonnan több más dimenzió is elérhető. Magukra haragítják a nagyfőnököt, aki kizárja őket az utazásokból. Megszöknek és eljutnak Mooch eredeti dimenziójába, ahol kiderül, hogy az itteni Jerry rég elvált és Beth újra férjhez ment. Miután rendezik az itteniek kapcsolatát, továbbállnak, és Jerry a nagyfőnökkel is végezve végre hazajut. A stáblista utáni jelenetben Beth megdöbben, mert Jerry és Rick meztelenül nézik a "Csupasz túlélők" című műsort. |     |                                                                             |                     |                                                 |                                   |             |
| 80. | 9.  | Szemetek világa (Morty Daddy)                                               | Eugene Huang        | Beth Stelling                                   | 2025. július 20. 2025. július 21. | N/A         |
| Mortyt felhívja telefonon a rég nem látott fia, Morty Jr. (az első évad "A nemek hercehurca" című részből) azzal, hogy kórházban van. Azóta alaposan megöregedett és azt kéri Mortytól, hogy segítsen neki még egyszer találkozni az anyjával. Rick és Summer nélküle mennek el egy olyan étterembe, ahol már azelőtt kitalálják, mit szeretnének rendelni, hogy egyáltalán végiggondolnák. Summer csak egy avokádós pirítóst kap, amin felháborodik. Kérdőre vonja a jövőbe látó képességgel rendelkező robotokat, majd velük együtt kell bújkálnia a rendőrök elől. Arra kényszeríti őket, hogy vallják be: szándékosan adtak neki rossz ételt, hogy otthagyhassák az éttermet és helyette egy hot dog-standot nyissanak. Eközben Morty és Morty Jr. elmennek Garbtopiába, ahol Rick a szemetét tárolja. Morty Jr. vezetésével az itt élő lények lázadást szerveznek az egész területet uralma alat tartó robot ellen. Junior végül úgy dönt, hogy itt marad közöttük, Rick pedig a valódi világból ide dobja ki a hot dog-standot. A stáblista utáni jelenetben látható, ahogy a robotok hot dogot árulnak Garbtopiában. |     |                                                                             |                     |                                                 |                                   |             |
| 81. | 10. | Szexi Rick (Hot Rick)                                                       | Brian Kaufman       | Albro Lundy és James Siciliano                  | 2025. július 27. 2025. július 28. | N/A         |
| Rick rájön, hogy Emlék Rick Jerry fejében van (a "Nem férek a fejedbe" című epizód cselekménye után), és kiszedi belőle egy általa létrehozott virtuális játszótérbe, ahol kedvére alkothat. Ezzel egy időben egy gép segítségével kitörli Diane emlékét a saját fejéből, hogy Rovarankával lelkiismeret-furdalás nélkül randizhasson. Emlék Rick megszökik és belép Beth agyába, ahol úgy manpiulálja a lányát, hogy az feltétlenül jusson el az alagsorban tárolt Diane-emlékhez. Űr-Beth rájön és ezért összecsapnak, de Beth ártalmatlanítja. Közben az emlék-Diane közli a Beth fejében létező emlék-Beth-szel, hogy nem valódi, amelynek hatására teljesen bekattan, és saját magának különféle változataival támad rá Emlék Rickékre. Eközben az igazi Rick kellemetlen helyzetbe keveredik: mikor Rovaranka szülei megtudják, hogy házasságon kívül folytattak nemi kapcsolatot, meg kell küzdenie a korábbi partnerével. Mikor hazatér, Űr-Beth segítségével megállítja Beth-t, majd kiveszi a fejéből Emlék Ricket és Emlék Diane-t. Habár a többieknek azt hazudja, hogy elpusztította őket, a valóságban visszarakta őket egy virtuális játszótérbe, hogy ketten lehessenek, a világűr egy távoli szegletében. A stáblista utáni jelenetben Kakiskuki úr kezdi összefoglalni a nyolcadik évad történéseit, nem tudva róla, hogy a felesége egy tudóscsoporttal figyelteti, mert az a sejtésük, hogy egy másik univerzumból jött. |     |                                                                             |                     |                                                 |                                   |             |